# Storia della Società Sportiva Lazio
Questa pagina tratta la storia della Società Sportiva Lazio dal 1900 ai nostri giorni.

## Le origini e i primi anni

### 1900: nasce la Società Podistica Lazio

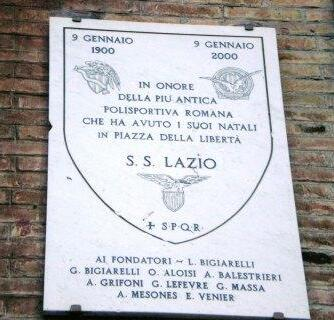
La targa esposta in Piazza della Libertà nel 2000, in occasione del centenario della Polisportiva.

La Società Sportiva Lazio nasce a Roma il 9 gennaio 1900, originariamente come Società Podistica Lazio, a piazza della Libertà (in quello che si sarebbe poi trasformato nel rione Prati), per volontà di un gruppo di giovani atleti con a capo il sottufficiale dei Bersaglieri Luigi Bigiarelli; insieme a lui ci sono suo fratello Giacomo, Odoacre Aloisi, Arturo Balestrieri, Alceste Grifoni, Giulio Lefevre, Galileo Massa, Alberto Mesones ed Enrico Venier. Ai nove fondatori si unirono successivamente Guido Annibaldi, Olindo Bitetti, Tito Masini, Raffaello Mazzolani, Tullio Mestorino e Giuseppe Valle. Il 13 gennaio 1900, viene approvato il primo statuto sociale del club con la distribuzione delle cariche sociali. Fin dai primordi, la società capitolina vede aumentare le discipline praticate dai suoi atleti (nuoto, pallanuoto, canottaggio, atletica leggera, calcio ed escursionismo furono le prime sezioni sportive istituite), divenendo così a tutti gli effetti una polisportiva, che nel corso dei decenni arriverà a diventare fra le più grandi e famose d'Europa.
La società rivendicò la scelta della denominazione come un omaggio alla civiltà latina e alla regione storica del Latium, la culla della Roma antica. Secondo la ricostruzione storica di Mario Pennacchia, l'adozione del nome Lazio sarebbe stata, inoltre un modo per evitare problemi di omonimia con altre polisportive concittadine (ad esempio la Società Ginnastica Roma), nonché travalicare i confini dell'Urbe. Dopo aver utilizzato nei primi tempi il solo bianco per le divise da gioco, dal 1904 la formazione calcistica impiegò come colori sociali il bianco e l'azzurro, già adottati nel 1900 per i costumi della Sezione Nuoto. I due colori, scelti dal giocatore-allenatore Sante Ancherani e dalla sua famiglia poiché «delicati, signorili», furono confermati stabilmente dal presidente Fortunato Ballerini in omaggio ai colori della bandiera del Regno di Grecia, la patria dei Giochi olimpici istituiti proprio nel periodo della nascita della Lazio; lo stesso Ballerini era uno dei promotori dell'assegnazione alla città di Roma dei Giochi della IV Olimpiade del 1908 (poi disputati a Londra). Sempre durante la presidenza Ballerini, come simbolo viene scelta l'Aquila che, oltre ad essere uno dei simboli delle legioni romane, secondo la simbologia antica rappresenta la figura di Zeus, principale divinità del pantheon ellenico.. Altre ipotesi storiografiche, invece, ridimensionano l'influenza greco-latina sulla simbologia della Lazio, attribuendone l'origine principalmente ad alcune attività sportive praticate, segnatamente agli sport acquatici per la scelta dei colori sociali e all'escursionismo per l'adozione del rapace nello stemma.

### 1901-1912: i primi tornei calcistici
Arbitro: Quagliotti
Marcatori:    Ancherani
La sezione calcistica, pur venendo istituita ufficialmente il 3 ottobre 1910, mosse i primi passi il 6 gennaio 1901, quando Bruto Seghettini, già socio e giocatore del Racing Club di Parigi nonché fondatore dell'Audace Club Podistico (e in seguito del Club Sportivo Audace Roma), si presentò nella sede societaria in Via Valadier, 21. Avendo appreso dai soci laziali che il football non era ancora praticato, decise di raccontare loro gli aneddoti delle origini, di insegnare le regole basilari di questo recente sport nato in Inghilterra, ma soprattutto mostrò lo strumento con cui si praticava: una palla di corda annodata che rimbalzava ogni qual volta toccava terra.
Gli sportivi biancocelesti furono subito entusiasti e cominciarono a far pratica sul campo di Piazza d'Armi, spesso causando anche problemi di ordine pubblico. La Lazio comunque proseguì negli allenamenti e Seghettini si vide ben presto superato in abilità, poiché gli aspiranti calciatori erano anche mezzofondisti, velocisti e marciatori.
Quell'undici era una squadra dal profilo internazionale, difatti facevano parte dell'undici capitolino tre calciatori di origine italiana formatisi in Argentina: i fratelli Cerruti (Ernesto, Pietro ed Andrea); completavano la rosa: Balestrieri, Grassi, Grifoni, Bitetti, D'Amico, Mariotti, Pellegrini, Ancherani, De Mori, Golini, Masini (in alcune fonti citato col soprannome di Pizzarda), Pollina, Ricci.

La formazione della Lazio che il 15 maggio 1904 batte la Virtus per 3-0.

Il primo torneo calcistico disputato in assoluto dalla Lazio si svolse il 27 gennaio 1901, in occasione dei Ludi Sportivi al Secolo Nascente, e vide le Aquile contrapposte alle società Veloce Club Podistico e Forza e Coraggio. Altri incontri avvennero contro i seminaristi scozzesi, che giocavano da tempo a Roma, dai quali i calciatori della Lazio impararono a occupare e controllare le zone del campo e passarsi la palla piuttosto che eccedere in individualismi, pur tenendo conto del fatto che i più bravi potessero risolvere la partita (era il caso del centrattacco Sante Ancherani, vera punta di diamante di quella squadra). Intanto il calcio attirava sempre più nuove leve e praticanti e, a partire dal novembre 1901, il club biancoceleste organizzò un'Accademia del Football in collaborazione con la Forza e Coraggio, la Ginnastica Roma e lo Sporting Club Roma.
La prima importante partita della storia del club, seppur non ufficiale, fu quella giocata tra Lazio e Virtus il 15 maggio 1904 in Piazza d'Armi, nelle vicinanze di Piazza Mazzini. Questo incontro è considerato, seppur ufficioso, come il primo Derby romano. La Virtus era nata nel 1903, a seguito di una scissione interna alla Lazio, e i suoi fondatori erano gli "ammutinati" Mesones, Monarchi, Venarucci e Zanchi. La partita finì 3-0 per i laziali con una tripletta di Ancherani; il giorno seguente la cronaca della gara venne riportata sui giornali locali. Il socio e calciatore svizzero Oscar Frey aveva fatto arrivare direttamente dalla Gran Bretagna i regolamenti ufficiali, indispensabili per una corretta pratica, e fu proprio in questa occasione che vennero usate per la prima volta maglie di gioco biancocelesti, per la precisione con un disegno a scacchi.
Nel 1907 venne organizzato un campionato romano ufficioso che la Lazio vinse battendo in finale ancora una volta la Virtus. Il 7 giugno dell'anno successivo la compagine biancoceleste sconfisse in un solo giorno Lucca FC, SPES Livorno e Virtus Juventusque, vincendo così il Campionato Interregionale Centro-Sud e al contempo segnando un vero e proprio record. Almeno dal 1908 si affiliò alla FIF e nel 1910 venne organizzato un campionato romano ufficiale di III Categoria che vinse agevolmente con questi risultati: Lazio-Fortitudo 11-0 e 4-1; Lazio-Roman 6-1 e 6-0; Lazio-Juventus Roma 2-0 e 2-0. La formazione laziale vinse anche le edizioni del 1911 e 1912 dimostrando di essere chiaramente la squadra più forte e rappresentativa dell'Urbe.
Classifiche Campionato Romano ufficiale di III Categoria 1910, 1911 e 1912:

| 1° | LAZIO        | 12 |
| 2° | Roman        | 7  |
| 3° | Juventus RM  | 3  |
| 4° | Fortitudo RM | 2  |

| 1° | LAZIO       | 8 |
| 2° | Juventus RM | 4 |
| 3° | Roman       | 0 |

| 1° | LAZIO        | 18 |
| 2° | Audace RM    | 16 |
| 3° | Juventus RM  | 12 |
| 4° | Roman        | 5  |
| 4° | Fortitudo RM | 5  |
| 6° | Alba RM      | 4  |

### 1912-13: il primo campionato di massima serie

La Stampa Sportiva presenta sulle sue pagine la finalissima nazionale del 1913.

Nella stagione 1912-13, dopo vari campionati di Terza Categoria, la Lazio partecipò per la prima volta al campionato di Prima Categoria. La FIGC, difatti, organizzò il primo vero campionato nazionale consentendo, per la prima volta, alle squadre del Centro-Sud di giocarsi il titolo di Campione d'Italia con le grandi squadre del Nord. La Lazio, naturalmente, venne inserita nel Girone laziale del Torneo del Sud Italia. Vinse senza difficoltà il girone eliminatorio e si qualificò alle finali del Torneo del Sud a cui partecipavano anche le vincenti del Girone toscano e del Girone campano. In semifinale affrontò la vincente del Girone toscano, la Virtus Juventusque di Livorno. Se ne sbarazzò battendola in entrambe le gare per 3-1 e 3-0 e si qualificò alla finale dove affrontò la vincente del Girone campano, il Naples.
La Lazio ipotecò la vittoria del Torneo del Sud e annessa qualificazione alla finalissima per lo Scudetto, vincendo per 2-1 in casa del Naples (reti di Coraggio e Consiglio). Bastò poi un pareggio a Roma per vincere il Torneo del Sud e accedere alla finalissima nazionale contro la favorita Pro Vercelli; come da pronostici, i Leoni Bianchi piemontesi si rivelarono troppo forti per la Lazio che solo un anno prima militava in Terza Categoria, così nell'incontro disputatosi a Genova il 1º giugno 1913 la compagine biancoceleste subì una pesante sconfitta per 6-0 dalla squadra vercellese.

### 1913-14: secondo primato consecutivo e record di vittorie
Nella stagione 1913-1914 la Lazio primeggiò nel Girone laziale vincendo tutte le partite e vinse anche le finali del Torneo del Sud battendo lo SPES Livorno in semifinale (1-0 e 3-0) e l'Internazionale Napoli in finale (1-0 e 8-0). In tal modo, oltre a conquistare il Torneo del Sud per la seconda volta consecutiva e a qualificarsi per la finalissima, vinse ben 14 partite consecutive, record battuto dall'Inter solo nel campionato 2006-07.

### 1914-15: il torneo sospeso per cause belliche
Nella stagione 1914-15 la Lazio giunse seconda nel Girone Laziale, dietro il Roman, qualificandosi al Girone Finale dell'Italia Centrale a cui parteciparono anche le prime due del Girone Toscano, Pisa e Lucca. Ancora una volta la formazione laziale si dimostrò superiore alle altre compagini, ottenendo il primo posto in classifica e guadagnandosi così l'accesso alla Finale del Centro-Sud. Tale incontro, tuttavia, non fu disputato per la sospensione bellica, che impedì anche il completamento del Torneo dell'Italia Meridionale tra Internazionale Napoli e Naples (uniche iscritte), la cui vincente avrebbe dovuto affrontare la Lazio per determinare la squadra Campione dell'Italia Centro-Meridionale. I risultati delle partite del 16 e del 23 maggio (Internazionale-Naples 3-0 e Naples-Internazionale 4-1) avrebbero determinato la necessità di spareggio, ma la sfida di ritorno non risulta esser mai stata omologata perché il 23 maggio 1915 la FIGC dispose la sospensione di ogni incontro del massimo campionato per l'entrata dell'Italia nella prima guerra mondiale.

La formazione della Lazio 1914-15.

Al termine delle ostilità belliche il titolo di campione d'Italia 1914-15, rimasto fin lì vacante, venne attribuito d'ufficio al Genoa, formazione che si trovava in testa a una giornata dal termine nel Girone Finale del Nord Italia; vennero quindi ignorate a priori le possibili ragioni delle compagini centro-meridionali, Lazio in primis, presumibilmente a causa del divario tecnico che all'epoca ancora le separava dalle più competitive rivali settentrionali. Proprio a seguito di tale decisione, che si prestava a più di una rimostranza, e soprattutto sulla circostanza che vuole la delibera attributiva a tutt'oggi irreperibile, nel 2015 è stato aperto un procedimento in seno alla FIGC volto a valutare la possibile assegnazione del succitato titolo ex aequo a Genoa e Lazio, il cui esito è tuttora in corso.
Tornando al 1915, furono molti i calciatori biancocelesti che partirono per il fronte, tra cui i fratelli Di Napoli (Vincenzo e Leonardo Luigi), Levi (Guido e Mario), Zoppi (Ezio e Attilio) e Zucchi (Luigi e Angelo), il centrocampista Faccani e gli attaccanti Coraggio, Consiglio e Corelli I; durante la Grande Guerra è stato acclarato che furono ben 30 i caduti del sodalizio biancoceleste fra atleti, soci e dirigenti, e 13 i feriti in combattimento. Alcuni dei giocatori, al loro ritorno, decisero di abbandonare l'attività agonistica.

### 1919-20: la ripresa delle attività sportive
Alla fine della Grande Guerra il campionato riprese, ma la Lazio era stata nel frattempo indebolita dal conflitto mondiale, durante il quale persero la vita alcuni suoi campioni e quelli che invece riuscirono a tornare dal fronte si ritirarono dalla carriera agonistica; di conseguenza la squadra capitolina perse la supremazia nel Girone laziale e in quello meridionale. Nell'annata 1919-20, pur avendo calciatori di talento, tra cui un giovane Fulvio Bernardini (che allora giocava in porta), non riuscì neanche a qualificarsi alle semifinali del Torneo del Centro-Sud.

## Gli anni 1920

### 1920-1925

La formazione della Lazio 1922-23, per la terza volta finalista nazionale.

Ezio Sclavi, tra le storiche bandiere del club biancoceleste.

Nell'annata 1920-21 le sorti laziali furono migliori, difatti la formazione romana stavolta riuscì ad arrivare tra le prime due nel Girone laziale e a qualificarsi alle semifinali interregionali. Si trovò di fronte però il forte Livorno, che l'anno prima aveva perso la finalissima nazionale contro l'Inter solo per 3-2, e il Naples. Arrivò terza e ultima in questo girone, venendo così eliminata.
Una curiosità: in seguito alla partita Naples-Lazio 4-2 il portiere laziale Bernardini, umiliato per le quattro reti subite, decise di cambiare ruolo e giocare in attacco. Saggia fu la sua decisione poiché negli anni successivi mise a segno molti gol diventando uno dei bomber più prolifici del campionato meridionale.
Nella stagione 1921-22 la Lazio prese parte al torneo CCI non riuscendo a qualificarsi però alle finali di Lega Sud, mentre nell'annata 1922-23 la formazione romana, la quale poteva avvalersi di giocatori di livello come i fratelli Saraceni, Fernando e Luigi, pochi tra i tanti giocatori nella storia del calcio italiano ad aver indossato nel corso della loro carriera la maglia di una sola società, quella biancoceleste in tal caso, Maranghi e Bernardini, riuscì a vincere il campionato di Lega Sud battendo in finale il Savoia di Torre Annunziata per 3-3 e 4-1 e a qualificarsi ancora una volta per la finalissima contro il Genoa; gli squadroni del Nord erano però ancora troppo forti per le compagini centro-meridionali e così i genoani si imposero nettamente in gara doppia per 4-1 e 2-0.
Nella stagione 1923-24 la Lazio si rinforzò ingaggiando altri calciatori di talento come il portiere Ezio Sclavi e l'attaccante Antonio Vojak. L'apporto di questi due elementi non bastò però alle Aquile per qualificarsi alla finale di Lega Sud. Nell'annata 1924-25 la società capitolina si rinforzò ulteriormente con gli arrivi dell'emergente allenatore magiaro Dezső Kőszegy, che prese il posto del tecnico Guido Baccani, passato alla guida della Nazionale, e dei giocatori Pardini e Cattaneo. Ancora una volta però fu eliminata nelle semifinali di Lega Sud. Intanto Bernardini, con le sue numerose reti, si mise ben in mostra e il 22 marzo 1925 debuttò addirittura con la Nazionale italiana nell'amichevole contro la Francia, diventando il primo calciatore laziale e centro-meridionale a riuscire nell'impresa d'indossare la maglia azzurra.

### 1925-1930
Al termine della stagione 1925-26, a causa di una riforma dei campionati voluta dalla FIGC (la cosiddetta Carta di Viareggio) e alle partenze di Sclavi, Vojak e Cattaneo, arrivò così la retrocessione nella nuova Prima Divisione.
La Lazio, che il 19 giugno 1926 aveva intanto cambiato ragione sociale in Società Sportiva Lazio, malgrado indebolita ulteriormente dall'addio di Fulvio Bernardini (ceduto all'Inter), riuscì dopo una sola stagione a tornare nella massima serie grazie al primo posto ottenuto nel Girone D di Prima Divisione.
Nell'annata 1927-28 i capitolini retrocedettero ma furono successivamente ripescati grazie al contemporaneo allargamento del numero di squadre in campionato.
Da registrare durante quella stagione la mancata fusione con altre società romane, che si unirono andando a creare quella che sarà la storica rivale cittadina: l'AS Roma.
Il generale Giorgio Vaccaro, all'epoca vicepresidente del club laziale, volle così sottolineare la differenza tra il sodalizio biancoceleste e la neonata compagine giallorossa:
Sulle ragioni della mancata fusione della Lazio con la Fortitudo e con l'Alba, varie spiegazioni furono date dagli interessati.

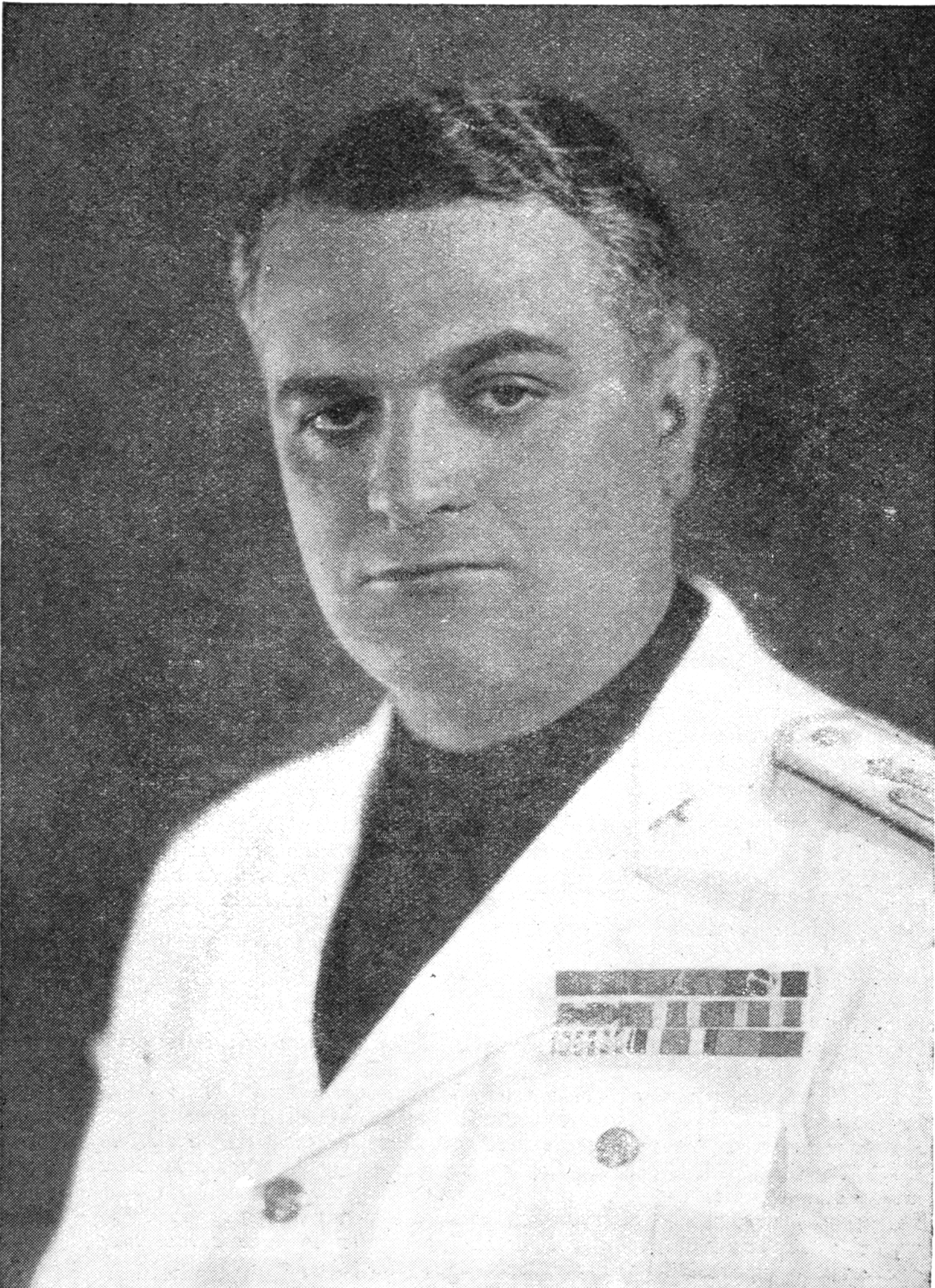
Giorgio Vaccaro, all'epoca vicepresidente della Lazio

Se da un lato Italo Foschi, all'epoca presidente della Fortitudo, constatava che «da parte dei dirigenti della Lazio si voleva più che una fusione dei due enti, un vero e proprio assorbimento della Fortitudo della quale non sarebbe rimasto che il nome aggiunto a quello della Lazio per la sola sezione Calcio», il Generale Giorgio Vaccaro asserì che tale questione «non fu neppure sollevata perché le trattative caddero sulla questione finanziaria per la quale i rappresentanti della Fortitudo avevano chiesto la precedenza». La questione finanziaria verteva sulla richiesta, da parte dei dirigenti della Fortitudo che la Lazio si facesse carico dei debiti della stessa e dell'Alba, di cui tutelavano gli interessi nel corso della trattativa, debiti che ammontavano a lire 100.000 più «altre somme imprecisate aggiratesi sulle lire 300.000».
Vaccaro spiegò, sulle pagine de Il Tevere del 15 giugno, come le sue intenzioni fossero di «non creare un nuovo organismo che iniziasse con la sua attività con un passivo ingentissimo» facendo l'offerta di coprire solo 100.000 lire dei debiti. Un'offerta che la Fortitudo non prese in considerazione, lasciando la riunione in corso ritenendo inutile ogni ulteriore trattativa.
In seguito Foschi contatta colui che sarà probabilmente l'uomo-chiave della fusione, il banchiere e dirigente del Roman Renato Sacerdoti, la cui società sarà destinata a far parte della fusione ma che fino a quel momento è rimasta fuori dalle trattative con la Lazio. Il dirigente, tramite il "Banco Sacerdoti", finanzierà l'AS Roma per 500.000 lire, garantendo presso il "Banco Crostarosa" un ulteriore esposto di 50.000 lire.
Nacque così, anche se involontariamente, quello che può essere considerato il campionato parallelo romano. La corsa cioè contro la Roma, l'altra squadra della Capitale, con la quale si sarebbero misurati fino a oggi i trionfi e le sconfitte.
Dopo la nascita della Roma (1927), le differenze esistenti tra i sostenitori delle varie formazioni romane si acuirono: la denominazione cittadina fu inevitabilmente un traino importante per la nuova compagine, la quale trovò sede quasi naturale – campo di gioco compreso – nel popolare quartiere di Testaccio, mentre la Lazio, nata e cresciuta nella zona settentrionale della città e che giocava allo Stadio della Rondinella (nei pressi dell'attuale Stadio Flaminio) conservava i suoi sostenitori soprattutto nei quartieri Prati e Trionfale. Tuttavia durante il ventennio fascista queste differenze erano decisamente sgradite al regime che, almeno all'apparenza, trattava ogni club allo stesso modo, purché contribuisse a portare lustro alla nazione, considerandolo rappresentativo della propria città. In realtà i campanilismi esistevano eccome, e portatori ne erano proprio quei gerarchi che, in teoria, avrebbero dovuto combatterli. Fortunatamente queste "guerre" più o meno sotterranee restituirono al gioco quella sua componente aleatoria e competitiva che, a dispetto di una rigida pianificazione centrale, contribuirono alla sua fortuna.
Nell'annata 1928-29, dopo non poca fatica, la Lazio evitò per un soffio il declassamento in Serie B e venne ammessa nel nuovo massimo torneo calcistico a girone unico, istituito a partire dalla stagione 1929-30. L'esordio nel campionato di Serie A delle Aquile avviene in casa il 6 ottobre 1929, allo Stadio della Rondinella, contro il Bologna, campione italiano in carica. Gli inizi sono dei più beneauguranti, il risultato è infatti di 3-0 in favore della Lazio; il resto della stagione culminerà in un quindicesimo posto raggiunto all'ultima giornata di campionato.

## Gli anni 1930

### 1930-1935

Cinque acquisti per la stagione 1934-35: Giacomo Blason, Giuseppe Viani, Silvio Piola, Virgilio Felice Levratto e Attilio Ferraris (detto Ferraris IV).

I primi anni del decennio sono quelli della Brasilazio, una squadra imbottita di calciatori brasiliani, tra cui i fratelli Fantoni (João, Octavio e Leonízio), Alejandro Demaría ed Anfilogino Guarisi, che, però, non riesce a conseguire i successi sperati. Le sue, infatti, sono prestazioni altalenanti, ed i risultati, a fine anno, sono un ottavo posto nel campionato 1930-31 ed una tredicesima piazza nell'annata successiva.
Nell'estate del 1932, l'allenatore austriaco Karl Stürmer sostituisce il carioca Amílcar e, nello stesso anno, la Lazio batte la Roma per 2-1 nel derby casalingo, ottenendo il primo successo della propria storia contro i cugini giallorossi.
A dimostrazione di come la stracittadina fosse già molto sentita, nonostante si giocasse solo da pochi anni, Il Littoriale descriveva così l'ingresso in campo delle due squadre:
Nell'estate dello stesso anno è da ricordare una storica partita disputata dalla Lazio allo Stadio Prater di Vienna contro la formidabile formazione giovanile del Wacker. Il tecnico Stürmer mise in campo calciatori molto giovani, di età compresa tra i 12 ed i 14 anni, da lui soprannominati "Pulcini", i quali costrinsero al pareggio (1-1) i ben più esperti giocatori austriaci: per la Lazio segnò il centrocampista Capponi. I dirigenti del Wacker rimasero impressionati dalla prestazione delle giovani Aquile, e, da quella sera, il gruppo di quei piccoli eroi laziali prese il nome di "Pulcini di Vienna".
Con l'insediamento di Eugenio Gualdi alla presidenza del club, aumentano notevolmente le ambizioni di classifica, con la Lazio che, reduce da due annate concluse a metà classifica, torna ai vertici del calcio italiano. Nell'estate del 1934, la società dà il via ad una poderosa campagna di rafforzamento, proponendosi addirittura di acquistare dall'Ambrosiana-Inter l'attaccante Giuseppe Meazza, autentica bandiera nazionale, orgoglio del regime e fresco trionfatore al Mondiale. Il trasferimento a Roma sfuma per «ragioni delicatissime», ma la Lazio riesce a comunque a soffiare proprio alla società milanese, dalla quale acquista Virgilio Felice Levratto e Gipo Viani, l'ambito centravanti Silvio Piola, proveniente dalla Pro Vercelli. Ciò avvenne indubbiamente per l'intervento diretto del segretario amministrativo del Partito Nazionale Fascista, Giovanni Marinelli, il quale, in una lotta senza esclusione di colpi, prevalse sulla volontà dello stesso calciatore di accasarsi a Milano e sulle pressioni del federale di Torino, che a sua volta si mosse per portare Piola in maglia granata. Il bomber lombardo a Roma giocherà per nove lunghe stagioni e vanta tuttora il record di marcature in Serie A con la Lazio (143 su 274 sue reti totali in massima serie siglate con Pro Vercelli, Lazio, Juventus e Novara, a cui dovrebbero aggiungersi i 27 gol segnati dal centrattacco azzurro con la maglia del Torino nell'annata 1943-44, ed i 16 realizzati con la casacca juventina nel campionato 1945-46, a due gironi geografici, i cui risultati non furono mai conteggiati a fini statistici). Dalla Roma viene anche acquistato l'esperto centrocampista della Nazionale, nonché ex capitano giallorosso, Attilio Ferraris IV, mentre dalla Triestina arriva il portiere Giacomo Blason.

### 1935-1940

La formazione della Lazio 1936-37, seconda classificata in Serie A e finalista di Coppa dell'Europa Centrale.

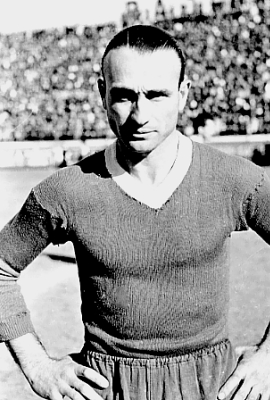
Alfredo Monza, difensore negli anni 1930 e 1940.

Dopo il settimo posto ottenuto nella stagione 1935-36, nell'annata 1936-37 la Lazio, allenata dal tecnico ungherese József Viola, raggiunge la seconda piazza alle spalle del Bologna, all'epoca una delle squadre più forti d'Europa, dopo essersi laureata campione d'inverno, al termine del girone d'andata, e dopo aver visto sfumare la possibilità di vincere lo Scudetto per gli infortuni occorsi ai propri giocatori titolari, con il conseguente inserimento di riserve rivelatesi non all'altezza.
In questo periodo, la formazione romana è trascinata dalle prestazioni di calciatori come Baldo, Monza e Zacconi, oltre che dalle numerose segnature realizzate dal centrattacco Silvio Piola, e compie le sue prime esperienze europee ad alti livelli, partecipando alla Coppa dell'Europa Centrale (torneo antesignano della Coppa Mitropa). In questa competizione, la Lazio cede solamente nella doppia finale alla quotata compagine magiara del Ferencváros.
Gli anni seguenti sono privi di particolari soddisfazioni, con i capitolini che si attestano su posizioni di metà classifica: uno dei momenti di maggior gloria risulta essere il derby del 15 gennaio 1939, in cui i biancocelesti si impongono in “trasferta”, al Campo Testaccio, con un secco 2-0.
Nella stagione 1939-40 viene raggiunto, invece, un buon quarto posto alle spalle delle tre grandi formazioni dell'epoca: l'Ambrosiana-Inter, il Bologna e la Juventus.

## Gli anni 1940

### 1940-1945
È l'epoca del Grande Torino, e la Lazio, che può contare sulle prestazioni dei vari Gradella, Gualtieri e Puccinelli, si attesta in posizioni di metà classifica, alternando annate esaltanti, come quelle 1941-42 e 1949-50, in cui la formazione biancoceleste raggiunge due quarti posti, ad altre in cui ricopre in campionato un ruolo di secondo piano. Nel 1943, il campionato viene sospeso per cause belliche. A livello locale, viene organizzato il Campionato romano di guerra, che la Lazio vince nell'edizione 1943-44, tornando così all'epoca pionieristica. La notizia che, però, sconvolge il mondo biancoceleste è che Silvio Piola, goleador di tutti i tempi della Lazio in Serie A e del calcio italiano in generale, dopo nove stagioni ininterrotte in maglia laziale, decide di trasferirsi in Piemonte immediatamente dopo l'8 settembre 1943, per vestire la maglia del Torino FIAT.

### 1945-1950

L'oriundo Enrique Flamini, El Flaco.

Lucidio Sentimenti IV, esperto portiere degli anni 1950.

Conclusasi la seconda guerra mondiale, nel campionato 1945-46, diviso in due gironi, la Lazio non riesce a raggiungere la fase finale. Nelle due stagioni successive invece i romani si attestarono su posizioni di metà classifica, mentre quella del 1948-49, complici vari avvicendamenti a livello societario, fu una stagione difficile, con stipendi al minimo e giocatori che scioperano, cosicché a metà campionato la Lazio si ritrovò ultima in classifica, nonostante l'illusione degli otto gol rifilati al Bologna. La compagine biancoceleste, che intanto era stata affidata al tecnico Mario Sperone, ottiene comunque la salvezza chiudendo il campionato al tredicesimo posto, riuscendo anche a costringere al pari (2-2) allo Stadio Nazionale il leggendario undici granata del Grande Torino.
Nella stagione seguente (1949-1950) la Lazio, grazie all'operato del presidente Remo Zenobi che ricostruì e ricompattò un ambiente diventato ormai logoro, si classifica al quarto posto, mostrando una solida retroguardia coi difensori Antonazzi e Remondini, protetta dai centrocampisti Alzani e Flamini. Inoltre furono grandi le prestazioni del portiere Sentimenti IV, il quale non fu riconfermato dalla Juventus poiché giudicato ormai troppo avanti con gli anni e che in quell'annata fu seguito in maglia biancoceleste dal fratello Sentimenti III, e successivamente anche dall'altro fratello Sentimenti V.

## Gli anni 1950

### 1950-1955
Nel frattempo, complici le defezioni di Juventus, Milan e Inter, la Lazio si riaffaccia sul panorama internazionale partecipando alla Coppa Latina del 1950 (antesignana della Coppa dei Campioni). I risultati non sono quelli sperati, ma il misurarsi con importanti realtà calcistiche europee contribuisce alla crescita sportiva del club romano, confermata dal quarto posto in campionato raggiunto, ancora una volta, nella stagione 1950-51, alle spalle delle solite grandi squadre del Nord, ovvero le due milanesi e la Juventus.
Nel 1953, termina l'era del presidente Zenobi, durante la quale la Lazio era riuscita a ridurre la distanza dalle grandi del calcio italiano e a vincere ben sette derby su otto. Gli succede l'imprenditore veneto Costantino Tessarolo, la cui squadra ottiene il dodicesimo posto nella stagione 1954-1955.

### 1955-1960

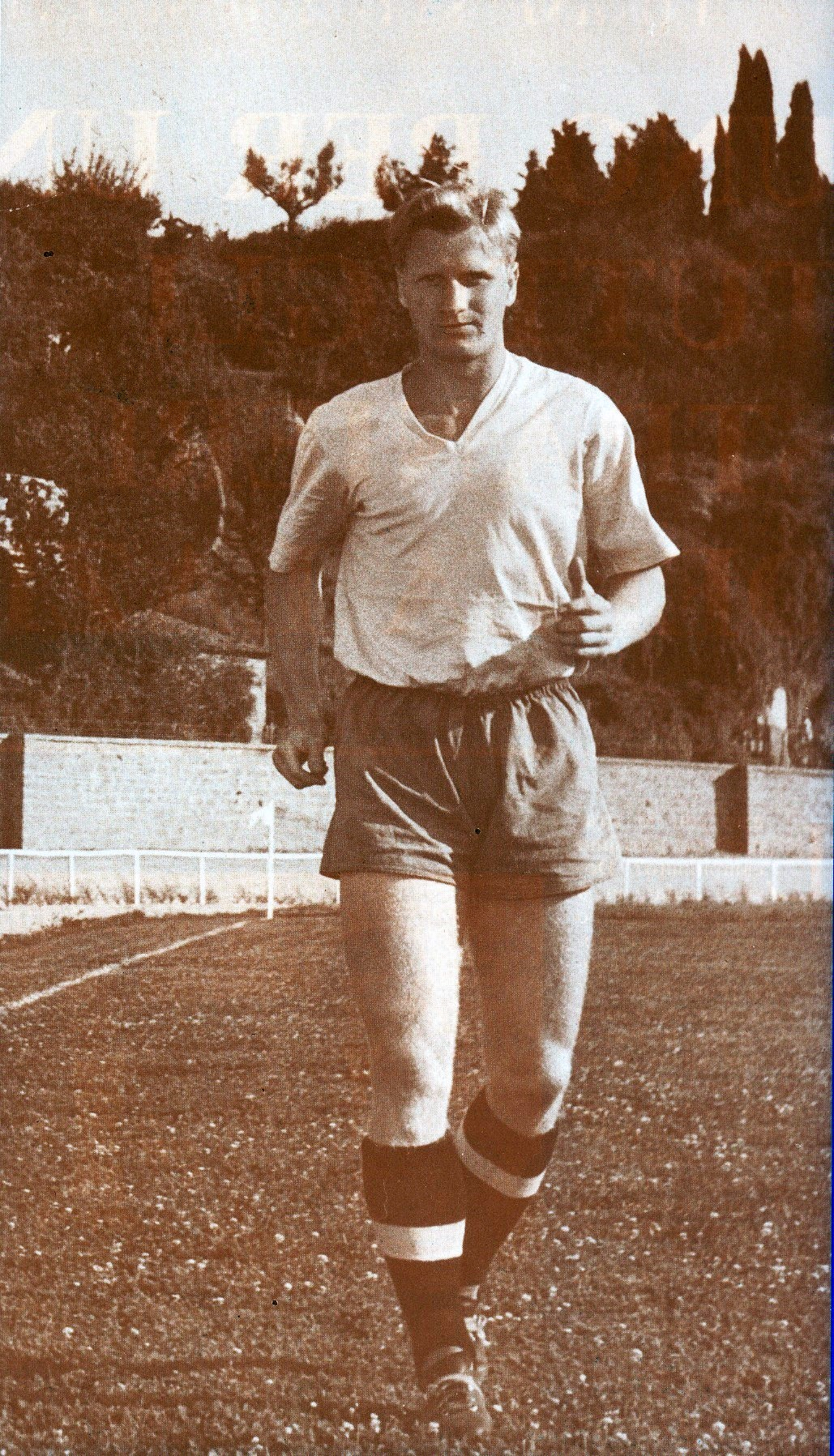
Arne Selmosson, Raggio di Luna.

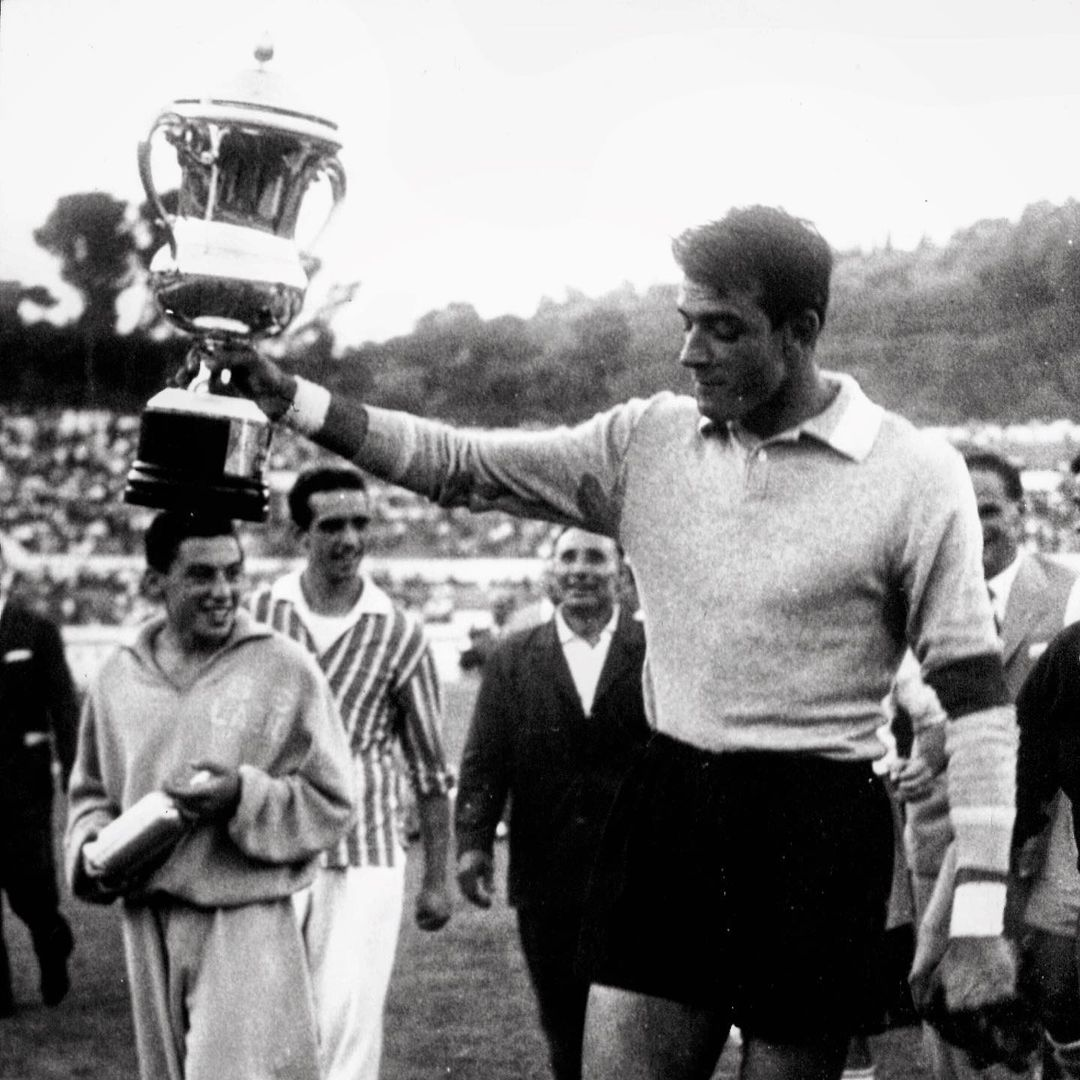
Il capitano Roberto Lovati con la Coppa Italia 1958: fu il primo, importante trofeo della storia biancoceleste.

Nella stagione 1955-56 il presidente Tessarolo effettua un'onerosa campagna acquisti, che vede spiccare i nomi di Bettini, Selmosson e Muccinelli. Il campionato, sebbene caratterizzato da alti e bassi, si concluderà con un sorprendente terzo posto.
L'estate successiva, con altre importanti acquisizioni, si cerca di consegnare al tecnico inglese Jesse Carver una squadra che possa vincere finalmente lo Scudetto ma, complice una partenza a rilento, al termine del campionato sarà ancora terzo posto nonostante le prestigiose vittorie entrambe per 3-0 su Milan e Fiorentina, le prime due classificate al termine del torneo. Il patron Tessarolo, dopo gli ingenti sforzi in sede di calciomercato, lascia la società con un grave deficit di bilancio.
La gestione successiva, nelle persone del presidente Leonardo Siliato e dell'industriale nonché consulente societario Antonio Alecce, si occupa soprattutto di ripianare i debiti, ma arriva comunque la conquista del primo trofeo ufficiale, la Coppa Italia del 1958, con l'ex attaccante biancoceleste "Fuffo" Bernardini in panchina; con questa vittoria, ottenuta battendo la Fiorentina per 1-0 grazie alla rete di Maurilio Prini, i biancocelesti furono anche la prima squadra italiana a poter sfoggiare sulle maglie la coccarda tricolore per il successo nel torneo. La gioia dura poco, poiché in estate si materializza una clamorosa cessione del beniamino svedese Arne Selmosson alla Roma, generando una vera e propria rivolta dei tifosi laziali. Insieme a lui partono anche altri giocatori di rilievo, e la Lazio si affida così, oltre al suo esperto portiere nonché capitano Roberto Lovati, anche a calciatori promettenti e di prospettiva, quali Bizzarri, Carosi e Janich, che raggiungeranno alla fine un piazzamento di metà classifica.
Al termine dell'annata 1959-60 il club romano, a causa delle perduranti difficoltà economico-finanziarie, deve fare a meno anche del centravanti brasiliano Humberto Tozzi, uno dei pochi calciatori di livello rimasto alla corte biancoceleste ed utile per rimpinguare le cassa societarie, il quale, dopo aver rifiutato il trasferimento al Torino, fece ritorno in patria. Il campionato si conclude per le Aquile con il dodicesimo posto in classifica; una delle poche soddisfazioni per i colori biancocelesti arriva dalla Coppa dell'Amicizia, competizione internazionale fra compagini italiane e francesi. Il torneo fu conquistato dalla Federazione italiana, e la Lazio contribuì alla vittoria battendo il Sedan sia nella gara d'andata (3-1 allo Stadio Olimpico) che in quella di ritorno (4-2 in terra di Francia).

## Gli anni 1960

### 1960-1965

Orlando Rozzoni, prolifico centravanti degli anni 1960.

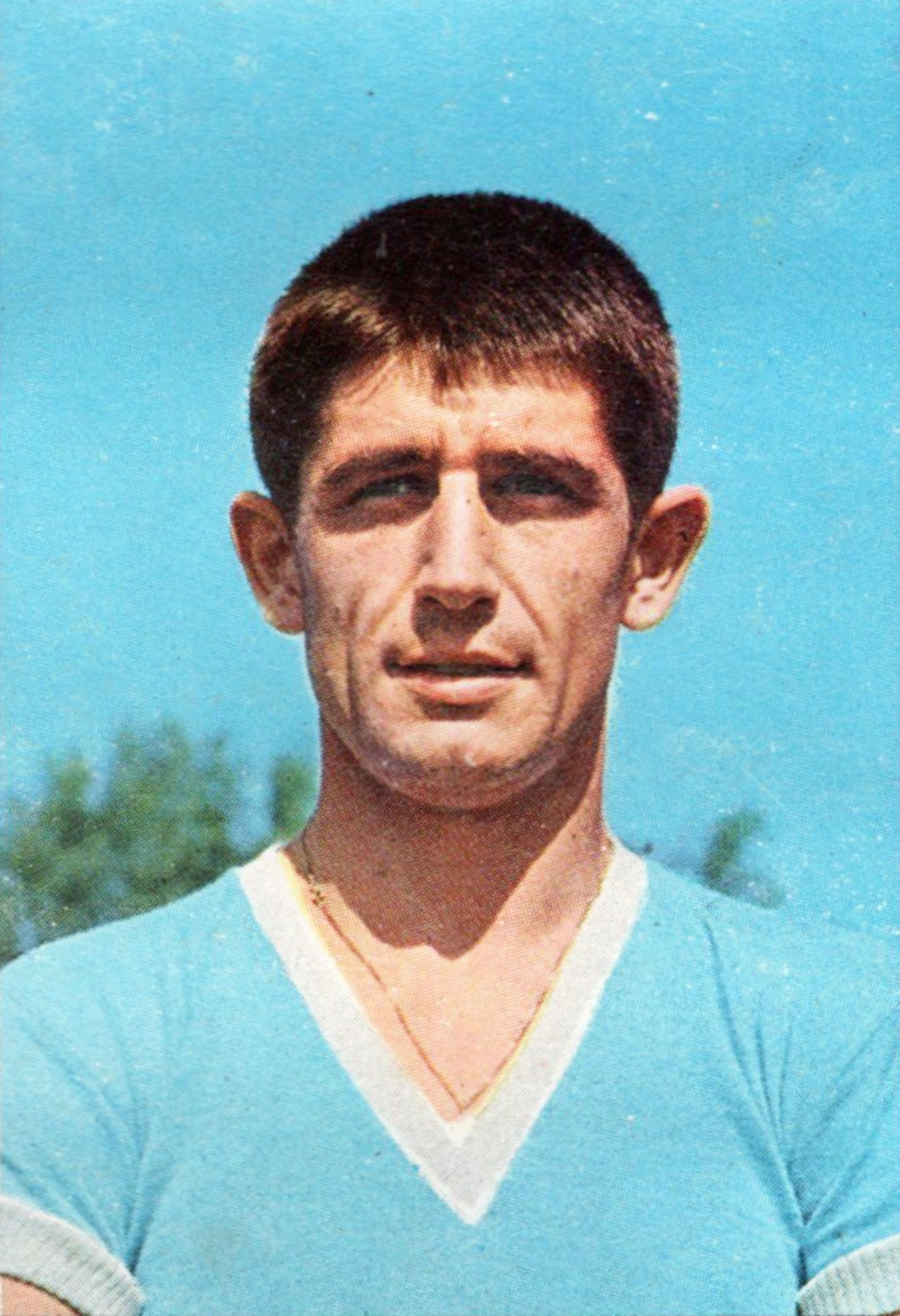
Diego Zanetti, terzino della Lazio dal 1961 al 1969.

È sicuramente un decennio tra i più negativi della storia della Lazio: l'annata 1960-61 è disastrosa, con continui avvicendamenti ai vertici societari tra l'uscente Siliato, il reggente Ercoli, l'ex patron Tessarolo in veste di commissario straordinario e poi Massimo Giovannini, chiamato dal presidente della Lega Calcio Giuseppe Pasquale a sostituire proprio il dimissionario Tessarolo; in questo intricato scenario arriva la prima retrocessione in Serie B nella storia del club capitolino, condannato così al primo dei suoi undici campionati di serie cadetta (l'ultimo nel 1987-88). Proprio nel 1961 però, la Lazio contribuisce alla vittoria della Coppa delle Alpi da parte della Federazione italiana, a scapito di quella svizzera, battendo in gara doppia i transalpini del Template:Calcio Grasshopper, superati nella gara d'andata con un rotondo 5-0 ed amministrati al ritorno, quando sono stati costretti al pareggio (3-3) dalle Aquile. Nello stesso anno, la compagine biancoceleste arriva anche in finale di Coppa Italia, nella quale però è sconfitta ad opera della Fiorentina col punteggio di 2-0.
Il cammino della Lazio, seppur condotto con discreti risultati, è caratterizzato da un continuo alternarsi di allenatori: da Todeschini a Ricciardi per poi arrivare a Facchini. È proprio quest'ultimo a sfiorare l'immediato ritorno nella massima serie, se non fosse stato per l'arbitro Iginio Rigato, che, nella partita decisiva contro il Napoli, non vede il pallone calciato dal capitano Seghedoni infilarsi in porta per poi uscire a causa di un buco nella rete.
La stagione 1962-63, dopo il prematuro esonero di Facchini voluto dal neo-patron laziale, il produttore cinematografico e politico Ernesto Brivio, in favore dell'argentino Juan Carlos Lorenzo, reduce dall'esperienza come CT dell'Albiceleste, vede la Lazio raggiungere il secondo posto in classifica, anche grazie alle reti del suo bomber Orlando Rozzoni e alle prestazioni dei vari Cei e Zanetti, terminando così il purgatorio della B. L'aritmetica promozione viene conquistata nello scontro casalingo contro la Pro Patria in un Olimpico affollato da oltre 60.000 spettatori.
Nel campionato di Serie A 1963-64, il tecnico Lorenzo ottiene, con una squadra formata da molti giovani, un buon ottavo posto, malgrado in ambito societario si verifichi l'ennesimo cambio al vertice, con Angelo Miceli che diviene prima commissario straordinario e poi presidente, dopo l'uscita di scena del controverso Brivio.
L'anno successivo, sotto la presidenza di Giorgio Vaccaro, Lorenzo si trasferisce clamorosamente sulla sponda giallorossa del Tevere, e la Lazio ne sentirà la mancanza, visto che al termine di quel campionato, sotto la guida di Umberto Mannocci, si piazzerà al quattordicesimo posto in classifica.

### 1965-1970

L'argentino Juan Carlos Morrone, El Gaucho.

Nello Governato, Il Professore.

Il 18 novembre 1965, il giovane commissario straordinario Gian Chiarion Casoni, che riuscì a gestire l'ennesima crisi economica grazie ad un piano di dilazionamento dei contratti e degli stipendi, affidò le redini del club biancoceleste ad Umberto Lenzini, imprenditore edile italoamericano già consigliere societario, che di lì a poco avrebbe cambiato la storia laziale. Con Mannocci allenatore, le Aquile vivono un'annata di metà classifica, ma, nel successivo torneo 1966-67, arriva, malgrado l'avvicendamento in panchina tra Mannocci e Maino Neri e l'apporto di giocatori come Dolso, Governato e Pagni, una nuova retrocessione in serie cadetta.
Nella stagione 1967-68, la Lazio, partita per vincere il campionato, si ritrova a lottare nelle parti basse della classifica, ragion per cui al tecnico Renato Gei subentra Bob Lovati il quale, alla sua prima esperienza da allenatore, riesce a condurre la compagine capitolina verso la salvezza, anche se questo importante risultato non gli garantisce la riconferma; difatti la dirigenza laziale decide di chiamare in panchina il grande ex "Toto" Lorenzo, proveniente dalla Roma, dove aveva decisamente fallito.
L'annata 1968-69 rappresenta per la squadra romana la stagione del riscatto; infatti, anche grazie ad acquisti finalmente adeguati alla causa biancoceleste, la Lazio torna in Serie A con due giornate d'anticipo, concludendo al primo posto il campionato cadetto, vinto anche grazie alle giocate e ai gol di Giuseppe Massa e dell'argentino Juan Carlos Morrone, soprannominato dai tifosi El Gaucho. Morrone si legherà fortemente ai biancocelesti, dal momento che diventerà allenatore delle giovanili e, per breve tempo, anche tecnico della prima squadra.

## Gli anni 1970

### 1970-1975: dalla Serie B al primo scudetto
Nel campionato 1969-1970 la Lazio, contando sui gol del centravanti Giorgio Chinaglia e sulle chiusure del difensore Pino Wilson, arrivati in estate un po' in sordina dall'Internapoli, raggiunge la salvezza.
Nel 1970-1971 la formazione capitolina retrocede nuovamente in Serie B; la Lazio comunque riesce a conquistare la Coppa delle Alpi del 1971 sotto la guida provvisoria di Roberto Lovati, il quale aveva preso il posto dell'esonerato Lorenzo.
L'ambiente ha però bisogno di una svolta, ed è così che il presidente Umberto Lenzini, che intanto chiama in società Antonio Sbardella come direttore sportivo, pensa a Tommaso Maestrelli, uno degli allenatori in ascesa in quel periodo. Una scelta azzeccata visto che la Lazio, classificatasi seconda nel campionato 1971-72, torna subito in Serie A. In estate, tra non poche polemiche, viene ceduto Giuseppe Massa all'Inter, mentre a Roma arrivano il portiere Felice Pulici, i difensori Luigi Martini e Sergio Petrelli, i centrocampisti Mario Frustalupi (come contropartita tecnica nell'affare Massa) e Luciano Re Cecconi, e l'attaccante Renzo Garlaschelli.

Tommaso Maestrelli assiste ai festeggiamenti allo Stadio Olimpico per lo Scudetto vinto dalla "sua" Lazio il 12 maggio 1974.

Si viene a formare un gruppo di giocatori tra di loro eterogenei ma dotati di estro e personalità, guidati e tenuti insieme da Maestrelli, allenatore-psicologo e tuttofare, che dà alla squadra un gioco brillante molto simile al calcio totale reso famoso dagli olandesi di quella generazione ai mondiali di Germania del 1974.
Nel 1972-73, appena rientrata in Serie A, si ritrova a lottare fino all'ultima giornata per lo Scudetto.
Prima dell'ultima partita del torneo il Milan comanda la classifica con 44 punti, seguono Lazio e Juventus appaiate a un solo punto.
La fine del primo tempo vede i rossoneri e i bianconeri perdere rispettivamente a Verona e a Roma contro i giallorossi, mentre la Lazio pareggia a reti bianche a Napoli.
Nel secondo tempo i torinesi ribaltano il risultato, e l'ulteriore gol del Napoli consegna di fatto il Tricolore alla Juventus, con la Lazio che termina al terzo posto.
Il campionato riparte tra lo scetticismo dell'opinione pubblica che non crede a una riproposizione ad alti livelli della Lazio. La tifoseria è ancora amareggiata per il finale dell'anno prima ma è consapevole della forza della squadra che esprime un gioco spettacolare.
L'unica aggiunta a un meccanismo già collaudato è il giovane fantasista Vincenzo D'Amico, proveniente dalle giovanili.
La stagione è una vera e propria cavalcata, interrotta solo da qualche incertezza evidenziate in alcune gare. La vittoria per 3-1 nello scontro diretto contro la Juventus e la prova di forza nel derby di ritorno, in cui la Lazio è capace di ribaltare il risultato contro una Roma che vuole arrestare a tutti i costi la marcia dei biancocelesti, portano saldamente la squadra in testa alla classifica.
La Lazio perde alla terzultima partita con il Torino ma riesce comunque a laurearsi Campione d'Italia, con una giornata d'anticipo, nella gara contro il Foggia (1-0 con rigore trasformato da Long John Chinaglia) in uno Stadio Olimpico pieno in ogni ordine di posto.
Nonostante lo Scudetto e i relativi incassi, la società, rimasta intanto orfana del dimissionario direttore sportivo Sbardella, non gode di grande floridezza economica, difatti in estate è pressoché immobile sul mercato. Il campionato 1974-75 non è trionfale come quello precedente; la squadra non può neanche fare il suo debutto in Coppa dei Campioni, a causa di una squalifica annuale comminata per gli incidenti avvenuti nella gara di ritorno dell'edizione precedente di Coppa UEFA contro l'Ipswich Town. In aggiunta a ciò, Maestrelli si scopre afflitto da una grave malattia e ciò non può che influire negativamente sull'andamento della squadra. La stagione si conclude con un quarto posto e il tecnico in seconda Lovati in panchina, ma la mente di tutti i laziali è rivolta sicuramente alle condizioni fisiche del Maestro.

### 1975-1980

Luciano Re Cecconi, uno dei pilastri della "banda Maestrelli".

Nell'estate del 1975 viene ceduto Frustalupi, punto di riferimento del centrocampo, mentre la panchina è affidata al giovane tecnico Corsini, con la bandiera Chinaglia che in primavera si trasferisce definitivamente negli States tra le file dei Cosmos di New York. La Lazio rimane invischiata nella lotta per non retrocedere, ed è necessario il ritorno di Maestrelli perché venga raggiunta la salvezza: il Maestro vi riesce quando all'ultima giornata di campionato i suoi ragazzi pareggiano in casa del Como per 2-2, rimontando il doppio svantaggio grazie alle reti di un giovane Bruno Giordano, che aveva ormai raccolto in tutto e per tutto la pesante eredità di Long John, e di Badiani.
Nel campionato 1976-77 Lenzini chiama il brasiliano Luís Vinício in panchina e strappa clamorosamente Ciccio Cordova alla Roma; è una Lazio che fa forza sul proprio vivaio, cosicché oltre al bomber Giordano e il nº 10 D'Amico si mettono in luce anche i promettenti Manfredonia e Agostinelli. A fine stagione le Aquile arrivano quinte, ma due lutti sconvolgono l'ambiente: quelli di Maestrelli e Re Cecconi, il secondo ucciso da un colpo di pistola a seguito di una presunta simulazione di rapina – una vicenda che, a distanza di decenni, non sarà mai del tutto chiarita.

Pino Wilson, capitano della Lazio, sotto la Curva Nord dello Stadio Olimpico dopo la sospensione del derby del 28 ottobre 1979.

Quella squadra che solo pochi anni prima aveva conquistato uno storico traguardo si viene a sgretolare, difatti Pulici viene ceduto al Monza e sostituito da Claudio Garella, fortemente voluto dal tecnico Vinicio. L'allenatore sudamericano con i suoi metodi rigidi non ha più il controllo dello spogliatoio, e così viene sostituito da Bob Lovati, che ancora una volta viene in soccorso della squadra romana, riuscendo a conquistare la salvezza.
Viene confermato anche nella stagione seguente, quando la Lazio si classifica con un buon ottavo posto, e il suo bomber Giordano diventa capocannoniere del campionato con 19 gol.
La stagione 1979-80 è tra le più drammatiche della storia laziale: il 28 ottobre 1979, poco prima dell'inizio di un atteso derby si consumò un episodio tragico che coinvolse un sostenitore biancoceleste: Vincenzo Paparelli. Mentre i tifosi erano in attesa dell'ingresso delle due squadre in campo, dalla Curva Sud dello Stadio Olimpico un tifoso romanista, dopo uno scambio di insulti tra le due tifoserie a suon di striscioni e croci piantate sul campo, spara un razzo nautico di segnalazione che attraversa l'intero impianto e va a colpire fatalmente a un occhio il supporter della Lazio nella curva opposta, uccidendolo all'istante. Autoriparatore, 33 anni, condotto inutilmente all'Ospedale di Santo Spirito in Sassia, Vincenzo Paparelli lascia la moglie e due figli. Nonostante la notizia fosse giunta anche negli spogliatoi, l'arbitro D'Elia decise di far giocare comunque la gara che, immersa in un'atmosfera surreale, terminò col punteggio di 1-1. Paparelli fu la seconda vittima italiana della violenza negli stadi.
Il responsabile materiale dell'uccisione, un giovane diciassettenne di nome Giovanni Fiorillo, aveva acquistato con alcuni amici una partita di razzi nautici da segnalazione contrabbandati da un rivenditore di materiali agricoli. Il commerciante se la caverà con una pena lieve, mentre Fiorillo verrà condannato a sette anni di reclusione per omicidio preterintenzionale.

## Gli anni 1980

### 1980-1985

Lionello Manfredonia, difensore o centrocampista della Lazio dal 1975 al 1985.

Dopo il drammatico avvenimento della morte di Paparelli, un'altra disgrazia, seppur di carattere sportivo, si abbatte sulla Lazio. Sul finire dell'anno esplode lo scandalo del “Totonero”, e la squadra biancoceleste viene retrocessa in Serie B insieme al Milan, inoltre alcuni suoi giocatori vengono squalificati per delibera della CAF.

Il danese Michael Laudrup, talentuoso fantasista laziale a metà degli anni 1980.

La stagione 1980-81, dopo un periodo di grave incertezza manageriale tra i fratelli Lenzini (il dimissionario Umberto, il suo sostituto alla presidenza Aldo e l'amministratore delegato Angelo) e il vicepresidente Loreto Rutolo, sembra promettere un rapido ritorno nella massima serie: la compagine capitolina, guidata in campo dal capitano Alberto Bigon, con Ilario Castagner in panchina e attrezzata adeguatamente in sede di mercato dal direttore sportivo Luciano Moggi, prende largamente il comando della classifica. Al girone di ritorno però i meccanismi sembrano rompersi (come anche il tendine di Achille del portiere titolare Moscatelli) e comincia così un lento e inesorabile declino fino al fatale rigore, fallito alla penultima, decisiva, giornata di campionato dall'attaccante Stefano Chiodi nella gara pareggiata per 1-1 in casa contro il L.R. Vicenza, che di fatto condanna la Lazio alla permanenza in serie cadetta. Il glorioso club romano faticherà non poco a riaversi: alla fine gli anni di Serie B saranno tre, durante i quali ci sarà anche un cambio ai vertici con l'acquisizione della società, attraverso una finanziaria, da parte di Gian Chiarion Casoni il quale, divenuto presidente il 23 luglio 1981, volle il ritorno nei quadri dirigenziali biancocelesti di Antonio Sbardella in veste di direttore generale.
La Lazio, col rientro in campo di Giordano e Manfredonia dopo l'amnistia concessa per la vittoria azzurra di Spagna '82 e grazie alle prestazioni di calciatori come Miele, Orsi e Vella, torna in Serie A nel 1983 e Giorgio Chinaglia, tra i maggiori artefici in campo dello storico Scudetto del 1974, diviene azionista di maggioranza e ne assume la presidenza il giorno 13 luglio. L'esperienza dirigenziale di Long John non sarà però all'altezza delle aspettative suscitate nei tifosi. La Lazio, che oltre ai vari D'Amico, Giordano e Manfredonia poteva contare sul talento del centrocampista della Nazionale brasiliana Batista e su quello del danese Michael Laudrup, in prestito dalla Juventus, ottiene una stentata salvezza nel campionato 1983-84 con allenatore Paolo Carosi, subentrato a stagione in corso al Gaucho Juan Carlos Morrone. Segue un'estate di polemiche con Giordano e Manfredonia in bilico tra Juventus e Roma, e con i conti del bilancio in rosso fisso: prodromi di un campionato assai difficile.
Nell'annata 1984-85 la formazione laziale, che vede alternarsi in panchina i vari Carosi, Juan Carlos Lorenzo e la coppia Oddi-Lovati, retrocede di nuovo in Serie B; alla luce della delicata condizione economico-finanziaria, il bomber Giordano prende la strada di Napoli tra mille polemiche, e lasciano la squadra anche altri importanti calciatori del calibro di Laudrup e Manfredonia, entrambi accasatisi alla Juventus, oltre al brasiliano Batista.

### 1985-1990

Giuliano Fiorini esulta dopo la rete dell'1-0 contro il L.R. Vicenza nell'ultima, decisiva gara del campionato 1986-87.

Una volta retrocessa nel campionato cadetto, la squadra viene affidata a Luigi Simoni che ottiene l'undicesimo posto finale nell'annata 1985-86. Nel febbraio 1986 vi sarà l'addio del presidente Giorgio Chinaglia, il quale cederà il pacchetto azionario di maggioranza al gruppo finanziario guidato da Franco Chimenti che, anche se per pochi mesi, sarà il nuovo patron biancoceleste. Nell'estate di quell'anno, dopo che la Lazio viene rilevata il giorno 25 luglio dai fratelli Calleri, Giorgio e Gianmarco, insieme al finanziere Renato Bocchi (detentore del pacchetto azionario di maggioranza fino al 1989), alla vigilia della nuova stagione viene travolta nel cosiddetto “Totonero-bis” causa il coinvolgimento del calciatore Vinazzani: il club viene penalizzato di 9 punti per il campionato 1986-87, rischiando seriamente di sprofondare in Serie C per la prima volta nella sua storia.

L'irriverente esultanza di Paolo Di Canio sotto la Curva Sud romanista dell'Olimpico, dopo avere segnato la rete del definitivo 1-0 nel derby del 15 gennaio 1989.

Di nuovo il crocevia della stagione è la partita con il L.R. Vicenza, in uno Stadio Olimpico completamente esaurito dai tifosi biancocelesti che sosterranno ininterrottamente la squadra del mister Eugenio Fascetti: la Lazio attacca per tutta la partita e il portiere vicentino Dal Bianco risponde colpo su colpo, ma proprio nel finale di gara, quando l'ombra della retrocessione si fa sempre più cupa, all'82' il Bomber Giuliano Fiorini diventa protagonista non solo della giornata, ma di un'intera storia, raccogliendo un tiro sporco di Podavini e girando abilmente il pallone in fondo al sacco; tredici anni più tardi, nel giorno del centenario laziale, sarà ricordato come uno dei personaggi più importanti nella storia del club. Questa rete di vitale importanza consente alla formazione biancoceleste di raggiungere il quart'ultimo posto insieme a Taranto e Campobasso, contro i quali è costretta a spareggiare a Napoli nel giugno del 1987 per non retrocedere in C: il primo incontro è giocato contro gli ionici, che riescono a battere gli uomini di Fascetti per 1-0 con una rete di De Vitis; nella partita decisiva, quella da vincere e basta, la Lazio, grazie al gol segnato su stacco di testa da Fabio Poli al 53', batte il Campobasso, riuscendo con una vera e propria impresa sportiva a mantenere la Serie B I giocatori di quella squadra guadagnarono il soprannome di Eroi del -9.

L'uruguaiano Rubén Sosa, attaccante biancoceleste dal 1988 al 1992.

Dopo aver conquistato la drammatica salvezza arriva la tanto attesa promozione in Serie A, conquistata al termine della stagione 1987-88 grazie al raggiungimento del terzo posto. Il presidente Gianmarco Calleri, che intanto opta per la non riconferma del tecnico Fascetti a causa di forti contrasti con la dirigenza, provvede, coadiuvato dal fratello maggiore Giorgio (vicepresidente e poi anche azionista di riferimento), a un'efficace opera di risanamento economico della società nonché di rilancio sportivo della squadra, affiancando ai veterani Gregucci, Marino, Orsi e Pin, oltre ai giovani talenti Di Canio e Rizzolo, giocatori di caratura internazionale come Dezotti, Rubén Sosa, Amarildo e Troglio, mettendoli a disposizione di un allenatore emergente come Beppe Materazzi; tuttavia i risultati non sono quelli sperati, con la Lazio che si attesta in posizioni di metà classifica.

## Gli anni 1990

### L'era Cragnotti

#### I primi anni (1990-1994)
Dopo alcune stagioni trascorse a centro classifica, con il nono posto miglior piazzamento della gestione Calleri ottenuto alla fine dell'annata 1989-90, arriva quella che sarà la svolta più importante della storia laziale: il 20 febbraio del 1992, il finanziere romano Sergio Cragnotti, da poco uscito dalla Enimont, società del gruppo Ferruzzi-Gardini della quale è stato amministratore delegato, con una liquidazione di circa 80 miliardi di lire, rileva il club biancoceleste al termine di un'estenuante trattativa, cominciata addirittura l'anno prima, con l'allora presidente Gianmarco Calleri e l'altro azionista di riferimento Renato Bocchi. L'intera operazione costò al facoltoso imprenditore capitolino, che raccolse la carica presidenziale del club il 12 marzo dello stesso anno, la cifra di 38 miliardi di lire.

Dino Zoff, prima allenatore e poi presidente della Lazio durante la gestione Cragnotti.

Cragnotti, che all'epoca era celebre nell'acquistare società produttive ma in difficoltà, risanarle e infine rivenderle a un prezzo vantaggioso, decise di investire in una Lazio reduce dalla Serie B, con lo scopo di riportarla in alto e rivenderla al miglior offerente. Presto però il finanziere di Porta Metronia, come racconta nel suo libro autobiografico, si ritrovò a tenere la Lazio per lungo tempo e abbandonare l'idea di una sua pronta cessione, così con stile e spregiudicatezza costruirà una delle realtà calcistiche più forti a livello mondiale.

Giuseppe Signori, per tre volte capocannoniere della Serie A in maglia laziale.

La sua prima stagione alla Lazio, malgrado un quinto posto e una campagna acquisti di livello (circa 60 miliardi spesi), non è certo scintillante sul piano del gioco. La cessione dell'uruguagio Rubén Sosa all'Inter è pesante, tuttavia la sua partenza viene compensata dall'acquisto del prolifico attaccante Beppe Signori dal Foggia, oltre all'atteso approdo sulla sponda biancoceleste del Tevere del campione inglese Paul Gascoigne, reduce da un grave infortunio che gli ha impedito di unirsi al club romano già dalla stagione precedente, quando era stato concluso l'accordo col Tottenham; altri nuovi innesti sono Cravero, Favalli, Fuser e Winter, i quali saranno elementi importanti della Lazio per le stagioni successive, e che si vanno a integrare su di un'intelaiatura che già vede la presenza di interpreti molto importanti come i tedeschi Doll e il campione del mondo di Italia '90 Karl-Heinz Riedle. In panchina siede ormai già da due stagioni uno dei simboli del calcio italiano e mondiale, Dino Zoff. Alla fine dell'annata 1992-93 la formazione romana si classifica quinta, guadagnandosi l'agognato ingresso nelle coppe europee che le Aquile non raggiungevano ormai da quasi quindici anni.
L'anno successivo la rosa si arricchisce con altri innesti "pesanti", quali il portiere Marchegiani, il difensore Negro, il centrocampista Di Matteo, l'attaccante Bokšić e il centravanti Casiraghi, oltre a giovani talentuosi provenienti dal vivaio come Alessandro Nesta, che diverrà negli anni a seguire capitano e bandiera della Lazio fino alla sua triste e malinconica cessione avvenuta il 31 agosto 2002, nell'ultima giornata di calciomercato, quando il club era avviato verso il crac economico-finanziario. Al termine della stagione gli uomini di Zoff concludono il campionato al terzo posto, mentre l'avventura in Coppa UEFA termina ai sedicesimi di finale dopo la rimonta subita nel doppio confronto dai portoghesi del Boavista.

#### Zemanlandia(1994-1997)

Alessandro Nesta, cresciuto nelle giovanili per poi divenire il capitano più vincente nella storia della Lazio.

A partire dalla stagione 1994-95 la Lazio decide di puntare su un tecnico emergente, che proviene da stagioni esaltanti nel Foggia: è il turno del ceco Zdeněk Zeman, il quale con il suo arrivo stravolge la filosofia di gioco, evolvendo dalla tattica difensivista di Dino Zoff (che intanto passa dietro la scrivania nel ruolo di presidente) ad uno spregiudicato 4-3-3, che esalterà le doti di attaccanti del calibro di Rambaudi (preso dall'Atalanta ma con grandi trascorsi nel Foggia di Zeman proprio come uno degli altri neoacquisti, il difensore Chamot), Casiraghi e Signori, il quale ritrova il tecnico boemo dopo le proficue annate foggiane. La tattica offensiva di Zeman porta la squadra biancoceleste ad alternare risultati nettamente positivi, tra i quali un clamoroso 8-2 inflitto alla Fiorentina, un 5-1 al Napoli, 4-0 al Milan, 4-1 all'Inter e un rotondo 3-0 in casa della Juventus, a prestazioni decisamente meno convincenti.
Il primo anno di Zeman si concluderà con il terzo posto a 10 punti dalla Vecchia Signora. In Coppa UEFA la Lazio arriverà fino ai quarti di finale, mai raggiunti prima di allora, eliminata dai tedeschi del Borussia Dortmund per un gol subito negli ultimi minuti.

Da sinistra: l'estroso centrocampista inglese Paul Gascoigne insieme al tecnico boemo Zdeněk Zeman.

Nella stagione successiva (1995-96), dopo che in estate viene scongiurata la cessione di Signori al Parma per la cifra record di 25 miliardi di lire in seguito ad una vera e propria rivolta del popolo laziale, gli uomini di Zeman continuano ad offrire uno spettacolo simile a quello della precedente annata, con altrettanti bizzarri risultati; in Europa si fermano ai sedicesimi di finale, eliminati per mano dell'Olympique Lione, e in campionato concludono ancora con il terzo posto, che permette ancora loro l'accesso in Coppa UEFA.
L'anno seguente segna la fine dell'avventura dell'allenatore boemo sulla panchina biancoceleste, costatagli dopo la sconfitta interna per 2-1 col Bologna. Nelle tre stagioni trascorse sotto la sua gestione tecnica, la Lazio aveva brillato e incantato grazie ad un gioco spumeggiante, ma non aveva ottenuto comunque alcun trofeo; l'unica magra consolazione è la vittoria di Signori nella classifica dei capocannonieri del campionato 1995-96. Il traghettatore di quella squadra, dodicesima in classifica fino a quel momento ed eliminata ai sedicesimi di finale di Coppa UEFA per mano del Tenerife dopo una cocente rimonta, è una figura nota dell'ambiente laziale, ossia l'esperto Zoff il quale, nella doppia veste di presidente e allenatore, conduce la formazione biancoceleste al quarto posto finale in classifica, grazie a un gran girone di ritorno e all'esplosione del centrocampista ceco Pavel Nedvěd, che diverrà uno degli elementi più importanti della rosa.

#### Il ciclo vincente di Sven-Göran Eriksson (1997-2000)

##### La Coppa Italia e la Coppe delle Coppe (1997-1999)

Il ceco Pavel Nedvěd, centrocampista laziale dal 1996 al 2001 e match winner della finale di Coppa delle Coppe 1998-1999

Nel 1997-98 la Lazio decide, con Zoff tornato dalla panchina a ricoprire il solo ruolo di presidente, che è giunta l'ora di puntare su un tecnico esperto sia a livello nazionale che internazionale, e la scelta ricade sullo svedese Sven-Göran Eriksson, un allenatore che, fino a quel momento, viene descritto come un "perdente di successo"; per lui il ritorno a Roma, stavolta sponda biancoceleste, è però una vera benedizione: sarà infatti proprio alla Lazio che Eriksson conoscerà il periodo più felice della sua carriera. Con l'allenatore svedese in panchina, le Aquile iniziano un ciclo vincente che dura per 4 anni, dal 1997 al 2001. Durante questo arco di tempo, i biancocelesti conseguono almeno un trofeo a stagione.
Il suo arrivo spinge ancor di più il patron Cragnotti ad investire nel proprio sogno, ossia condurre la Lazio verso il secondo Scudetto. Arrivano quattro acquisti di una caratura notevole: Matías Almeyda, Vladimir Jugović, Roberto Mancini e Giuseppe Pancaro, oltre ad Alen Bokšić, di ritorno dalla Juventus, i quali vanno ad aggiungersi a una rosa già formata da giocatori importanti come Pierluigi Casiraghi, Luca Marchegiani, Pavel Nedvěd e Alessandro Nesta. La Lazio, per bocca del suo patron, punta già quell'anno al titolo, e infatti lotta per questo traguardo fino a sette giornate dal termine, quando viene sconfitta in casa dalla Juventus. Nelle giornate successive gli uomini di Eriksson, ormai demoralizzati, raccolgono un solo punto contro il Brescia, abbandonando definitivamente il sogno Scudetto. La Lazio però, oltre a raggiungere il record di quattro derby su quattro vinti in una sola stagione, conquista la Coppa Italia e giunge a un passo dal sollevare la Coppa UEFA, persa solamente in finale contro l'Inter del Fenomeno Ronaldo la notte del 6 maggio 1998 al Parc des Princes. Curiosamente, in quello stesso giorno, la Lazio fa il suo ingresso sul mercato economico di Piazza Affari, prima società calcistica italiana a essere quotata in Borsa.

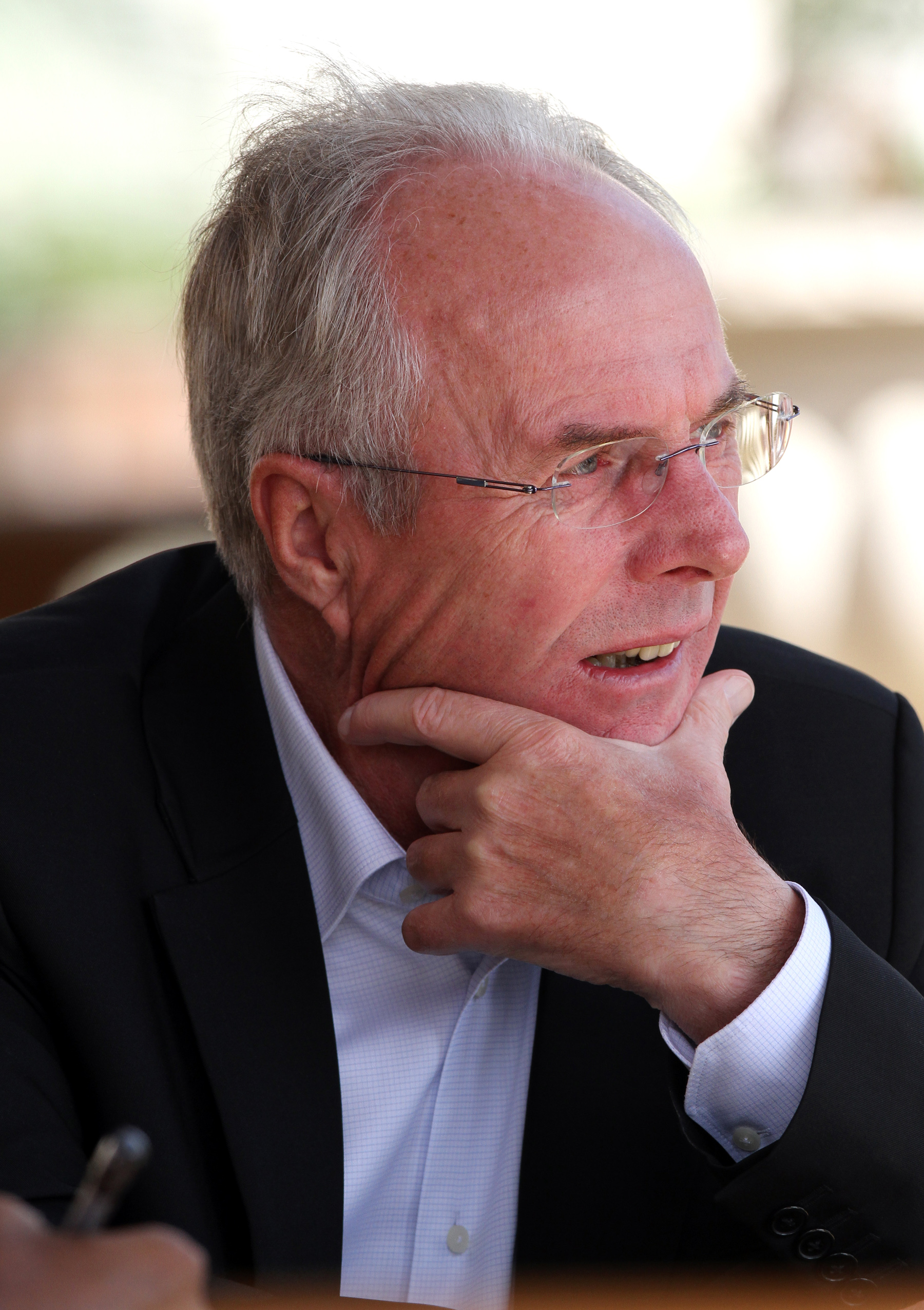
Sven-Göran Eriksson, vincitore di sette trofei con la Lazio, compreso il secondo Scudetto biancoceleste.

La Coppa Italia viene conquistata ai danni del Milan dopo un'incredibile rimonta nella gara di ritorno, vinta per 3-1 grazie alle reti di Gottardi, Jugović e Nesta, in seguito a una beffarda sconfitta con gol di Weah allo scadere nella partita d'andata, mentre nella finale UEFA contro i nerazzurri milanesi la Lazio esce sconfitta con un rotondo 3-0, abbandonando il sogno del presidente Cragnotti di portare il primo titolo europeo a Roma, anche se l'appuntamento è solo rimandato di un anno.
La stagione successiva (1998-99), inaugurata subito con un trofeo, la Supercoppa italiana conquistata in casa dei Campioni d'Italia in carica della Juventus sconfitti per 2-1, avrà però un sapore a metà tra il dolce e l'amaro. In sede di campagna acquisti, Cragnotti effettua una vera e propria rivoluzione. Ceduti Fuser al Parma, Jugović all'Inter, Casiraghi al Chelsea e Signori al Bologna, il patron laziale ringiovanisce e potenzia l'organico con calciatori del calibro di Iván de la Peña, all'epoca astro nascente del Barcellona, gli jugoslavi Siniša Mihajlović, fedelissimo del tecnico Eriksson, e Dejan Stanković, strappato in extremis ai concittadini romanisti, i portoghesi Sérgio Conceição e Fernando Couto, oltre all'attaccante cileno Marcelo Salas, notato durante il campionato mondiale, appena terminato, di Francia '98. L'esosa campagna acquisti si conclude con l'approdo del giocatore italiano che meglio aveva fatto nei mondiali francesi: Christian Vieri. Al termine di una trattativa lampo e tenuta in gran segreto, il presidente laziale ufficializza l'acquisto del forte centravanti.

Da sinistra: Christian Vieri e Marcelo Salas, tra i protagonisti dei trionfi europei della Lazio di fine millennio.

Tutto sembra presupporre che la squadra romana sia finalmente attrezzata per la conquista del Tricolore, e la stagione va confermandolo, dato che la Lazio, dopo un primo periodo caratterizzato da numerosi infortuni e qualche passo falso, domina il campionato senza rivali, e in Europa convince passando man mano tutti i turni della Coppa delle Coppe 1998-99, ultima edizione della prestigiosa rassegna continentale. Non tutto però va come sperato: le Aquile vivono un finale di stagione infelice, con due sconfitte consecutive contro Roma e Juventus (entrambe per 3-1), con il Milan che si avvicina giornata dopo giornata. Alla penultima di campionato il vantaggio è ormai ridotto all'osso e, mentre i milanisti sconfiggono in casa l'Empoli per 4-0, la Lazio viene bloccata in trasferta dalla Fiorentina per 1-1, dopo aver rimontato lo svantaggio grazie a Vieri, facendosi superare così dal Diavolo. Nella giornata successiva gli uomini di Eriksson battono il Parma per 2-1 in un Olimpico pieno di speranza, risultato che però non basterà per la vittoria finale, visto il successo, seppur sofferto, del Milan a Perugia. Il secondo posto conquistato garantisce comunque ai romani l'accesso, per la prima volta nella loro storia, alla più importante ribalta calcistica europea: la Champions League.
Birmingham, Villa Park, 19 maggio 1999
 Maiorca -  Lazio 1-2
Marcatori:
 7' Vieri
 11' Dani
 80' Nedvěd
MAIORCA: Roa, Olaizola, Marcelino, Siviero, M. Soler, Lauren, Engonga, J. Stanković, Ibagaza, Dani, Biagini (72' Paunović). Allenatore: Cúper.
LAZIO: Marchegiani, Pancaro, Nesta, Mihajlović, Favalli, D. Stanković (56' S. Conceição), Almeyda, R. Mancini (90' F. Couto), Nedvěd (83' Lombardo), Salas, Vieri. Allenatore: Eriksson.
Arbitro: Günter Benkö (Austria)
Ammoniti: Mihajlović (L), Siviero (M), Vieri (L), Marchegiani (L)
Spettatori: 33.021
Nonostante lo Scudetto sfuggito all'ultima giornata, la formazione di Eriksson raggiunge la finale di Coppa delle Coppe, disputata allo Stadio Villa Park di Birmingham, dove affronta il Maiorca dell'allenatore argentino Héctor Cúper, un giovane tecnico che ha portato in finale una squadra da molti considerata una vera e propria sorpresa. Questa volta la Lazio non fallisce l'obiettivo: le prodezze di Bobo Vieri e della Furia ceca Nedvěd consentono alla compagine biancoceleste di portare a Roma l'ultima edizione del trofeo, nonché il primo titolo confederale per una squadra capitolina.

##### Il secondo scudetto e la Supercoppa UEFA (1999-2000)
Tra le tante annate della lunga storia laziale non vi è dubbio che quella che i tifosi biancocelesti ricorderanno come la più importante è proprio quella 1999-2000: anno del Centenario, celebrato in grande stile il 9 gennaio 2000 allo Stadio Olimpico con una serata di gala, del secondo Scudetto, vinto all'ultimo respiro dopo un testa a testa con la Juventus a distanza di ventisei anni dal primo Tricolore, e della terza Coppa Italia, conquistata nella doppia finale disputata contro l'Inter, nonché quello della vittoria del secondo titolo internazionale, la Supercoppa UEFA, alzata dal capitano Alessandro Nesta davanti agli "Invincibili" inglesi del Manchester United nell'affascinante scenario del Principato di Monaco, invaso da circa 10.000 sostenitori laziali in festa.
Durante il calciomercato estivo, Christian Vieri viene ceduto all'Inter per l'astronomica cifra di 90 miliardi di lire. La consistente somma di liquidi viene messa a disposizione per rinforzare ulteriormente l'organico. Ceduto Vieri, Cragnotti regala a Eriksson gli argentini Néstor Sensini, Juan Sebastián Verón e Diego Simeone (I primi due sono prelevati dal Parma, mentre il terzo dall'Inter), il centravanti svedese Kennet Andersson e l'attaccante Simone Inzaghi, proveniente dal Piacenza. Nel corso della stagione, precisamente nel mese di ottobre, il capitano Alessandro Nesta riceve il privilegio di essere nominato membro del consiglio d'amministrazione della Lazio, su volontà del presidente Sergio Cragnotti.
In campionato, dopo un inizio convulso ma alla pari con la Juventus, quest'ultima prende il largo, e i tanti punti di distacco accumulati dalla formazione torinese fanno pensare che per un altro anno il sogno Tricolore rimarrà tale. Alla ventiseiesima giornata, la sconfitta al "Bentegodi" maturata contro il Verona e la contemporanea vittoria della Vecchia Signora nel derby della Mole, fanno scivolare le Aquile a -9 dai bianconeri. Tuttavia, la giornata successiva vede la squadra di Ancelotti soccombere in trasferta contro il Milan. La Lazio approfitta così della débacle bianconera aggiudicandosi la stracittadina in rimonta. Alla ventottesima giornata è in programma lo scontro diretto al "Delle Alpi". È il Cholo Simeone a caricare l'ambiente laziale, prima con le parole, pronunciando la sua famosa frase "chi non se la sente alzi la mano", eppoi con la testa, con la quale indirizza in rete il pallone decisivo che regala alla Lazio un insperato quanto fondamentale successo contro i rivali juventini. Gli uomini di Eriksson credono nella rimonta, e i risultati sembrano girare decisamente a loro favore: sul finire della stagione le Zebre inciampano in una serie di battute d'arresto contro formazioni nettamente inferiori, depauperando in breve tempo il largo divario e riaprendo i giochi per il titolo.

La formazione della Lazio contrapposta a quella degli "Invincibili" del Manchester United, sconfitti dalle Aquile nella finale di Supercoppa UEFA 1999.

Si arriva così al 14 maggio 2000, quando è in programma l'ultima giornata di un torneo ancora senza padrone. La compagine capitolina, che affronta la partita casalinga contro la Reggina, si presenta con un distacco di due punti dalla capolista, a sua volta impegnata in trasferta sul campo del Perugia. I biancocelesti fanno il loro dovere e superano agevolmente la formazione amaranto per 3-0, rimanendo in attesa di notizie dallo stadio Renato Curi dove ricevono un'inaspettata sorpresa: la Juventus si ritrova nel bel mezzo di un violento temporale che, a metà gara e ancora sul punteggio di 0-0, costringe l'arbitro Collina a sospendere l'incontro. Alla ripresa delle ostilità la Vecchia Signora trova alcune difficoltà sino alla rete messa a segno dal difensore perugino Alessandro Calori: l'1-0 della squadra di Mazzone segnerà la fine delle speranze di vittoria della Juventus e porterà la Lazio e i suoi tifosi ad un'incredibile e inattesa esplosione di gioia: dopo ventisei anni lo Scudetto torna nelle mani della compagine biancoceleste.
L'ultimo impegno della stagione vedrà una Lazio, decisamente festante, pareggiare 0-0 a Milano con l'Inter del patron Massimo Moratti e dell'ex Bobo Vieri, conquistando la terza Coppa Italia della sua storia e centrando così il Double, ovvero l'accoppiata Scudetto e coppa nazionale nella stessa annata.
In Europa però la storia è un'altra: la stagione inizia nel migliore dei modi, con un gol del Matador Salas allo Stadio Louis II di Monaco che regala alla Lazio la Supercoppa UEFA ai danni dei campioni d'Europa del Manchester United. La Champions League vede i laziali trionfare nel proprio girone con 14 punti e nella fase successiva saranno ancora primi con 11. Il sorteggio dei quarti di finale sarà però beffardo per la Lazio: ancora Cúper, questa volta a guidare il Valencia, che vendica la sconfitta in Coppa delle Coppe battendo le Aquile nella gara d'andata con un roboante 5-2. La vittoria per 1-0 nel ritorno a Roma sarà solo una magra consolazione per i capitolini, che salutano così il sogno di alzare la coppa dalle grandi orecchie.

La festa della Lazio 1999-2000 per la vittoria del secondo scudetto

Il 9 gennaio del 2000 la Lazio, dopo aver battuto i rossoblù del Bologna, festeggia il suo centesimo compleanno. L'evento vede partecipare tutte le sezioni della Polisportiva biancoceleste, oltre a numerose autorità e campioni del passato. Contestualmente, viene affissa in Piazza della Libertà, luogo di fondazione del club, una targa commemorativa dell'evento.

## Gli anni 2000

### Gli ultimi anni dell'era Cragnotti e la presidenza Longo (2000-2004)

#### L'ultimo anno di Eriksson (2000-2001)
Il calciomercato estivo per la stagione 2000-01 si apre con gli arrivi del portiere Angelo Peruzzi, acquistato dall'Inter, del centrocampista Roberto Baronio, riscattato dopo un'ottima annata con la maglia della Reggina, e degli attaccanti argentini Hernán Crespo, acquistato per la cifra record di 110 miliardi di lire dal Parma, e Claudio López, proveniente dal Valencia, formazione che ha eliminato la compagine biancoceleste nei quarti di finale della Champions League 1999-00.
Con l'intento da un lato di far cassa e dall'altro di alimentare quel perverso meccanismo di aggiustamenti di bilancio che attraverso le plusvalenze permetteva al bilancio stesso di chiudersi in positivo ma, che al contempo, porterà negli anni seguenti la società verso la crisi economica, da Roma partono due importanti calciatori, tra i protagonisti della vittoria del secondo Scudetto, ovvero Almeyda e Sérgio Conceição, entrambi destinati a vestire la casacca gialloblù del Parma. La trattativa viene conclusa in seguito al rifiuto di Salas di trasferirsi in Emilia; saluterà la Capitale dopo anni anche l'attaccante Bokšić, accasatosi al Middlesbrough. 
Intanto all'Olimpico la Lazio inizia nel migliore dei modi la nuova stagione mettendo in bacheca un nuovo trofeo. Grazie al trionfo sull'Inter per 4-3, firmato dalla doppietta del Piojo López oltre che dalle reti di Mihajlović e Stanković, le Aquile riportano a Roma, dopo due anni, la Supercoppa italiana.

Hernán Crespo, attaccante biancoceleste nel biennio 2000-2002, rimane agli annali come il giocatore più costoso della storia del club.

Nonostante il campionato sia iniziato, le trattative di mercato non si fermano, infatti a stagione in corso si registrano le acquisizioni dei centrocampisti Dino Baggio, Lucas Castromán e Karel Poborský, mentre, sempre in corso d'opera, vengono ceduti altri componenti della rosa come Lombardo e Sensini.
La Lazio concluse il suo campionato al terzo posto; fino all'ultima giornata le Aquile erano ancora matematicamente in corsa per il titolo, vinto alla fine dai rivali cittadini della Roma con sei punti di vantaggio.
Nonostante sia una delle favorite per la vittoria finale, l'avventura in Champions League della Lazio si ferma alla seconda fase a gironi, mentre in Coppa Italia la formazione di Eriksson viene eliminata ai quarti di finale per mano dell'Udinese che, allo Stadio Friuli, rifila ai laziali un pesante 4-1, ribaltando così la sconfitta per 2-1 rimediata nella partita d'andata.
Senza dubbio l'intera stagione è caratterizzata dalle vicende contrattuali del tecnico svedese che, a campionato in corso, si era già accordato con la Nazionale inglese. Svennis si ritrova così a essere contemporaneamente allenatore della Lazio e commissario tecnico dell'Inghilterra, ma la situazione non dura a lungo visti i risultati poco soddisfacenti. Eriksson rassegna difatti le dimissioni, e la dirigenza decide di richiamare in panchina Dino Zoff, suo predecessore e all'epoca vicepresidente biancoceleste, il quale riuscì a condurre la Lazio al terzo posto finale, trascinata anche dai gol di Crespo, che a fine stagione si laureò capocannoniere della Serie A con 26 gol.

#### L'anno nero di Cragnotti (2001-2002)

Jaap Stam, difensore laziale nel triennio 2001-2004, al tramonto dell'era Cragnotti.

In vista dell'annata 2001-02, in sede di calciomercato la società opta per una vera e propria rivoluzione tecnica che vede le partenze su tutti di Nedvěd, Ravanelli, Salas e Verón, che fanno da contraltare agli arrivi dei centrocampisti Stefano Fiore e Giuliano Giannichedda dall'Udinese, Fabio Liverani dal Perugia e lo spagnolo Gaizka Mendieta dal Valencia, vero fiore all'occhiello della campagna acquisti costato ben 47 milioni di euro, oltre che dei difensori César e Jaap Stam, quest'ultimo proveniente dal Manchester United e squalificato per doping, così come il compagno di squadra Couto, nel corso della stagione. Il rendimento non esaltante della squadra romana risentirà non poco del grave infortunio occorso al Cholo Simeone e delle prestazioni negative del campione basco Mendieta, molto al di sotto delle aspettative. L'allenatore Zoff sarà sostituito da Alberto Zaccheroni poco dopo l'inizio della stagione.
In Champions League i capitolini escono alla fase a gironi, complice un inizio costellato da ben tre sconfitte nelle tre gare d'andata, così come vengono eliminati anche in Coppa Italia ai quarti di finale per mano del Milan, mentre in campionato riescono ad inserirsi addirittura tra le pretendenti per lo Scudetto: il 5 maggio 2002, nell'ultima giornata di campionato, la formazione di Zaccheroni, dopo una flessione nel girone di ritorno, si ritrova in lotta per un piazzamento nelle coppe europee, ottenuto battendo clamorosamente in rimonta per 4-2 un'Inter che sembrava ormai lanciata verso la conquista del titolo, consegnandolo di fatto con questa vittoria alla Juventus e centrando il sesto posto valevole per l'ingresso in Coppa UEFA. Questa sarà anche l'ultima gara ufficiale del capitano Alessandro Nesta con la maglia della Lazio, che sarà costretta a cederlo in estate a causa della crisi finanziaria che investirà il gruppo Cragnotti.

#### Il biennio di Roberto Mancini (2002-2004)

Roberto Mancini, giocatore e poi allenatore laziale.

La stagione 2002-03, che segnerà l'ultimo anno di Sergio Cragnotti al comando della società, si apre con la non riconferma di Zaccheroni e l'arrivo in panchina di Roberto Mancini, reduce da una non fortunata stagione alla Fiorentina, oltre alle sofferte cessioni durante l'ultima giornata di calciomercato estivo del capitano Nesta, che appena tre anni prima fu anche nominato membro del consiglio d'amministrazione della Lazio,, trasferitosi alla corte del Milan, e del bomber Crespo all'Inter (per il cartellino di Bernardo Corradi più un conguaglio di 13 milioni di euro). Vengono acquistati durante la sessione estiva il terzino Massimo Oddo, il centrocampista Christian Manfredini e l'attaccante Enrico Chiesa.
A causa della crisi finanziaria che investì il gruppo Cragnotti e di conseguenza la Lazio, in questa stagione i calciatori iniziano a non poter ricevere gli stipendi, pur chiudendo il campionato al quarto posto, raggiungendo la semifinale di Coppa UEFA (persa contro il Porto di José Mourinho, che si aggiudicherà poi la competizione), e la semifinale di Coppa Italia (eliminata dalla Roma). Il 3 gennaio 2003, Sergio Cragnotti è costretto a rassegnare le dimissioni, lasciando così la Lazio dopo un decennio; terminerà la sua storia in biancoceleste come il più vincente patron di sempre nella Capitale, superando personaggi come Umberto Lenzini e il romanista Dino Viola. La carica presidenziale passa quindi all'avvocato Ugo Longo, coadiuvato dal vicepresidente Roberto Pessi e dal nuovo amministratore delegato Luca Baraldi, i quali si troveranno a fronteggiare una grave situazione debitoria (170 milioni di euro). Curioso è che del consiglio di amministrazione appena creatosi, farà parte anche il tecnico della squadra Roberto Mancini.
Nell'annata successiva la Lazio chiude al sesto posto, uscendo alla fase a gironi di Champions League, vincendo la Coppa Italia dopo aver battuto in gara doppia Milan in semifinale (6-1) e Juventus in finale (4-2). Al termine della stagione la squadra, che già durante il mercato invernale aveva perso Stanković, trasferitosi all'Inter (per la comproprietà del giovane Goran Pandev più un conguaglio di 4 milioni di euro), viene smantellata a causa dei problemi economici ereditati dalla crisi del gruppo Cragnotti: saranno ceduti Corradi, Fiore e Stam, svincolati il capitano Favalli, Albertini e Mihajlović, oltre al tecnico Mancini. La Lazio rischia il fallimento e necessita di una corposa iniezione di liquidità (circa 80 milioni di euro): a Capitalia, banca controllante la società biancoceleste, pervengono le manifestazioni d'interesse di due investitori capitolini, Piero Tulli e Claudio Lotito, con quest'ultimo che diverrà il nuovo presidente del club.

### L'era Lotito (2004-)

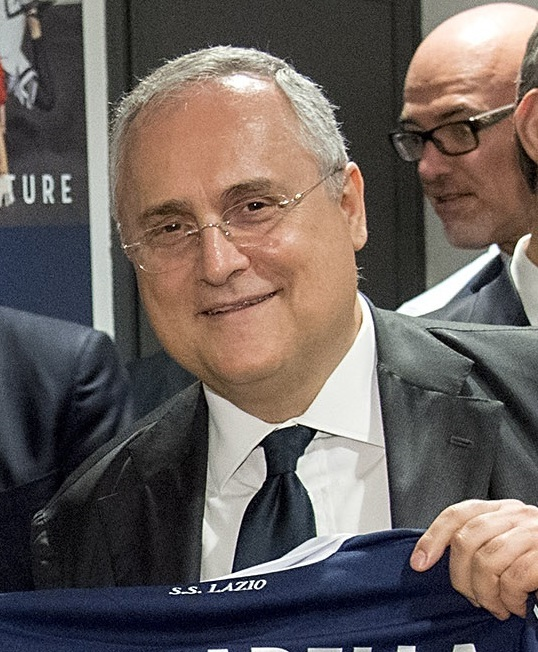
Claudio Lotito, alla testa del club dal 19 luglio 2004, vanta la presidenza più longeva nella storia laziale.

Alle ore 15:09 del giorno 19 luglio 2004 Lotito, acquisendo tramite la sua "Lazio Events S.r.l." il 26,969% della società, pari a 18.268.506 azioni, diviene ufficialmente il nuovo patron della Lazio. Nonostante l'entrata in cassa dei milioni portati dal neo presidente durante l'aumento di capitale, il club non vede ancora diradarsi l'ombra del fallimento a causa di un debito accumulato con l'erario di circa 110 milioni di euro. Per scongiurare questo rischio la dirigenza intraprende una trattativa con l'Agenzia delle entrate che si conclude con l'ammissione della Lazio ai benefici del decreto legge 138 dell'agosto del 2002, convertito in legge 178/02. In tal modo viene concessa una dilazione del debito in 23 anni e di conseguenza verranno tolti gli interessi di mora e le sanzioni.
Altri problemi, stavolta di natura tecnico-sportiva, sembrano attanagliare la società: all'arrivo del presidente Lotito l'organico conta meno di 15 giocatori e privi di allenatore. Il neo-patron cerca di porre subito rimedio alla situazione mettendo sotto contratto Couto e Peruzzi, entrambi in attesa solo di una proposta, trattiene i richiesti César e Oddo, promuovendo alla guida della prima squadra Domenico Caso, all'epoca tecnico della Primavera biancoceleste, e provvedendo ad una difficile campagna acquisti, che registrerà tra l'altro l'addio di Claudio López. Tra i calciatori più importanti che giungono alla corte laziale vi sono Paolo Di Canio dal Charlton, beniamino del tifo biancoceleste e tornato in maglia laziale dopo 14 anni, il talentuoso Goran Pandev dall'Inter nell'ambito dell'affare che ha portato Stanković in nerazzurro, e Tommaso Rocchi dall'Empoli, questi ultimi due in comproprietà. Gran parte dei giocatori (9), tra cui anche l'esperto difensore Sebastiano Siviglia e i gemelli Antonio ed Emanuele Filippini, oltre allo stesso Rocchi, sono acquistati da Lotito all'ultimo giorno della sessione estiva di calciomercato.
La Lazio viene sconfitta a inizio stagione in finale di Supercoppa italiana per 3-0 dai campioni d'Italia del Milan, uscendo poi alla fase a gruppi della Coppa UEFA e terminando in tredicesima posizione il campionato di Serie A.

#### 2005-2010
Nonostante Papadopulo, sostituto di Mimmo Caso nella stagione precedente, abbia centrato l'obiettivo salvezza e la qualificazione all'Intertoto (dove la Lazio uscirà in semifinale), per lui non arriva la riconferma e al suo posto viene scelto Delio Rossi. Nella stagione 2005-2006, la Lazio conclude il campionato al sesto posto, che vale la qualificazione europea. A fine stagione, il club biancoceleste è coinvolto in Calciopoli, scandalo calcistico riguardante il torneo di Serie A 2004-2005: la Lazio è punita con 11 punti di penalizzazione da scontare nella Serie A 2006-2007, poi scontati a 3 dal CONI e con l'esclusione dalla Coppa UEFA. A fine campionato, le Aquile centrano il terzo posto e la qualificazione in Champions League.
In Champions, la squadra romana supera il turno preliminare eliminando la Dinamo Bucarest, e si ritrova alla fase a gironi, incontrando Real Madrid, Werder Brema e Olympiacos: la Lazio conclude il proprio raggruppamento in ultima posizione ed è eliminata.
L'11 novembre 2007, alla dodicesima giornata di campionato, un grave lutto colpisce il calcio italiano e la società biancoceleste: Gabriele Sandri, tifoso della Lazio, viene ucciso da un colpo di pistola, esploso da un agente di Polizia, nella stazione di servizio nei pressi dello svincolo autostradale di Arezzo. Il club finisce il campionato 2008 nella parte bassa della graduatoria. In Coppa Italia, la Lazio perde in semifinale contro l'Inter.

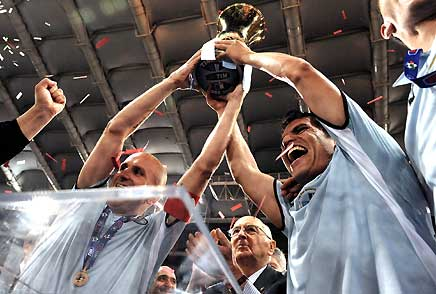
Tommaso Rocchi e Cristian Ledesma alzano al cielo la Coppa Italia 2008-2009.

L'annata seguente, caratterizzata dalla conquista della vetta per alcune giornate, si conclude con il decimo posto finale, impreziosito però dalla conquista della quinta Coppa Italia delle Aquile, battendo in finale dopo una lunga serie di rigori la Sampdoria. La partita si è conclusa con il risultato di 1-1 dopo i tempi supplementari, con i gol dell'asso argentino Maurito Zárate e del bomber blucerchiato Pazzini; nella serie dei calci di rigore la marcatura decisiva l'ha messa a segno l'esperto centrocampista francese Ousmane Dabo, ultimo "superstite" insieme a Simone Inzaghi del trionfo di coppa nel 2004. Altro protagonista è stato il portiere Fernando Muslera, autore di due parate sui tiri dal dischetto calciati da Cassano e Campagnaro.
Al termine della stagione 2008-2009 Delio Rossi è sostituito in panchina da Davide Ballardini. L'8 agosto 2009 la Lazio di Ballardini, battendo i campioni d'Italia in carica dell'Inter nell'avveniristico "Stadio Bird's Nest" di Pechino con il punteggio di 2-1, si aggiudica, dopo una gara sofferta, la Supercoppa italiana per la terza volta nella sua storia. I gol che hanno portato in bacheca il secondo trofeo della gestione Lotito sono state firmate da Matuzalém e da capitan Rocchi.
Il 20 agosto 2009 la Lazio fa il suo esordio nella nuova Europa League facendo sua la partita d'andata dei play-off contro gli svedesi dell'Elfsborg (4-0) e accede alla fase a gironi, dove incontra Villarreal, Levski Sofia e Salisburgo, terminando il girone al terzo posto. Nel corso dell'annata, Edoardo Reja è chiamato al posto dell'esonerato Ballardini. La Lazio termina il campionato di Serie A tirandosi fuori dalla zona retrocessione piazzandosi a metà classifica.

## Gli anni 2010

### 2010-2015

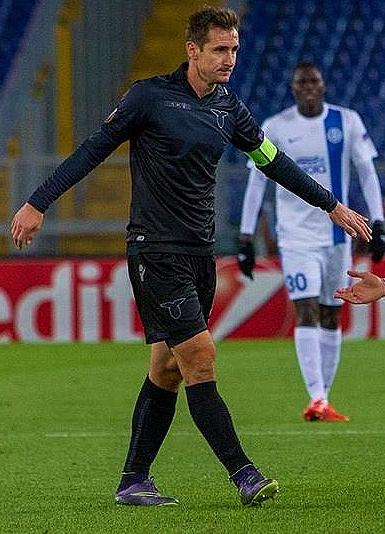
Il tedesco Miroslav Klose, miglior marcatore straniero della Lazio in campionato.

Dopo un dodicesimo posto nel 2010, la Lazio torna in Europa nel 2011 raggiungendo la quinta piazza in campionato che vale l'accesso all'Europa League. Edy Reja è quindi riconfermato sulla panchina della Lazio, rinforzata in attacco dagli acquisti di Miroslav Klose e Djibril Cissé, la cui esperienza laziale è considerata deludente. Grazie a un buon organico, i laziali raggiungono i sedicesimi di Europa League e la quarta posizione in campionato, che vale nuovamente l'accesso in Europa League.
Nonostante Reja abbia centrato per il secondo anno consecutivo la qualificazione in Europa League, il tecnico friulano e la Lazio decidono di comune accordo di intraprendere strade differenti in vista della stagione 2012-13: il patron Lotito e il direttore sportivo Tare decidono così di puntare sull'allenatore bosniaco naturalizzato svizzero Vladimir Petković. Il nuovo coach biancoceleste imposta la propria formazione con un disegno tattico ben più offensivo rispetto al passato, che porta il club biancoceleste al settimo posto in campionato. In Europa League la Lazio si ferma ai quarti di finale contro il Fenerbahçe. In Coppa Italia la Lazio supera Siena, Catania, Juventus e i rivali della Roma in finale, dove la sfida è decisa da un gol di Senad Lulić, che porta in bacheca la sesta Coppa Italia nella storia del club.

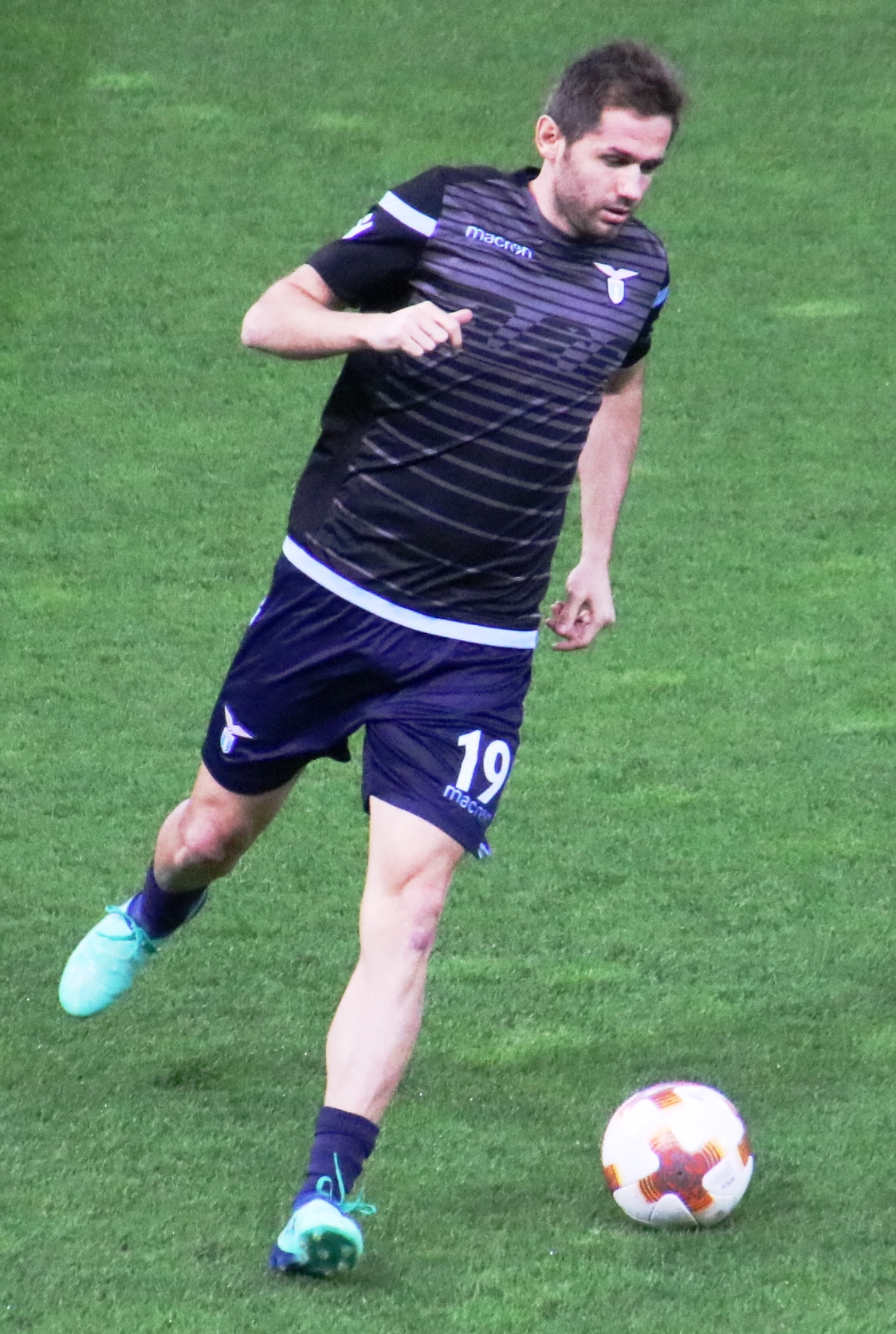
Senad Lulić, colui che il 26 maggio 2013 ha deciso con la sua rete la finale di Coppa Italia 2012-2013 in uno storico derby di Roma.

Il 18 agosto 2013 viene battuta dalla Juventus per 4-0 nella Supercoppa italiana. Petković, a campionato in corso, si era già accordato con la Nazionale svizzera, ritrovandosi così a essere contemporaneamente allenatore della Lazio e commissario tecnico della Svizzera, ma la situazione andrà avanti solo per poche settimane alla luce dei risultati poco soddisfacenti e di profonde incomprensioni con la dirigenza che porteranno anche alle vie legali. Il 4 gennaio 2014, il presidente Lotito decide così di sostituirlo con Edy Reja, già suo predecessore.
La squadra romana chiude il campionato 2014 al nono posto, raggiungendo i sedicesimi di finale di Europa League con Reja in panchina.
Il 12 giugno 2014 il tecnico friulano rassegna le dimissioni e il suo posto viene affidato a Stefano Pioli. Al suo primo anno sulla panchina laziale, Pioli conquista il terzo posto e la conseguente qualificazione ai preliminari di Champions League. In Coppa Italia la Lazio arriva in finale dopo aver estromesso Bassano Virtus, Varese, Torino, Milan, perdendo con la Juventus per 2-1 ai supplementari.

### 2015-2020
L'8 agosto 2015 la Lazio di Pioli perde la Supercoppa italiana per 2-0 contro la Juventus, uscendo sia dalla Champions (contro il Bayer Leverkusen nei preliminari) sia dalla Europa League (contro lo Sparta Praga ai sedicesimi di finale). Il 3 aprile 2016, dopo la débacle nel derby perso per 4-1, il presidente Lotito decide per l'esonero di Pioli e promuove temporaneamente, dalla squadra Primavera, il tecnico Simone Inzaghi.
Dopo una controversa estate che vede il mancato arrivo a Roma di Marcelo Bielsa, scelto come tecnico ma che rassegna le sue dimissioni a pochi giorni dal ritiro precampionato, la squadra viene nuovamente affidata, stavolta definitivamente, a Inzaghi. ll tecnico piacentino, partito tra lo scetticismo generale, nel 2016-2017 guida la squadra a una buona stagione, conquistando l'accesso all'Europa League con tre giornate di anticipo oltre a raggiungere una nuova finale di Coppa Italia, persa ancora contro la Juventus. Inzaghi inoltre fa esordire in prima squadra diversi ragazzi da lui allenati nelle giovanili, ottenendo da loro buone prestazioni.

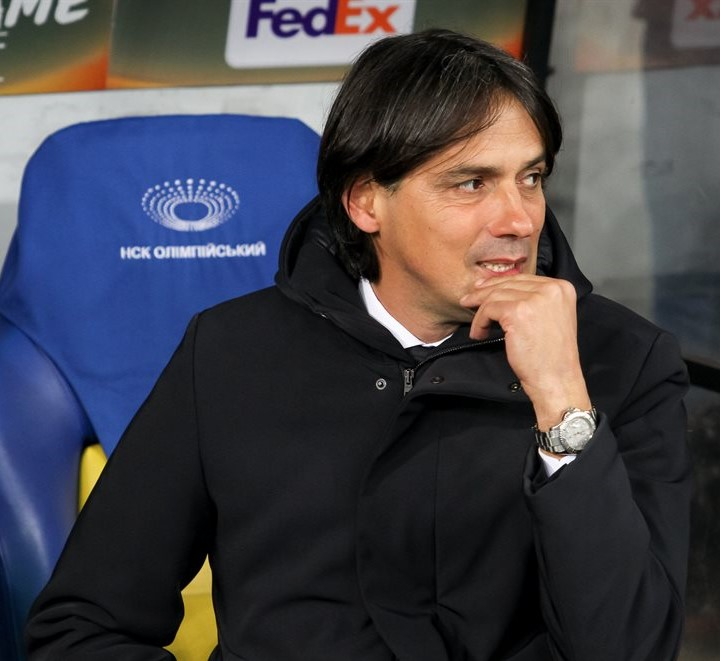
Simone Inzaghi, vincitore di 7 trofei da calciatore e poi altri 3 da allenatore per la Lazio.

La stagione 2017-2018 si apre con la conquista della Supercoppa italiana ai danni della Juventus, sconfitta per 3-2 all'Olimpico. La Lazio compie un buon cammino in Europa League, dove è eliminata ai quarti di finale dal Salisburgo, battuta per 4-1 in Austria dopo essersi imposta all'andata per 4-2. In campionato si mantiene in zona utile per la qualificazione in Champions League, nonostante le numerose polemiche per diversi presunti torti arbitrali subiti. All'ultima giornata vi è all'Olimpico di Roma lo scontro diretto con l'Inter, che vale la qualificazione diretta alla Champions: alla Lazio basterebbe un pareggio, ma la squadra biancoceleste si fa rimontare dai nerazzurri e perde per 3-2; avendo gli scontri diretti a sfavore, i biancocelesti si posizionano quinti, qualificandosi per l'Europa League.
Nell'annata successiva la squadra peggiora il piazzamento in campionato, chiudendo all'ottavo posto, ma si rifà in Coppa Italia vincendo per la settima volta il trofeo, dopo avere sconfitto in finale la rivelazione Atalanta, qualificandosi così nella UEFA Europa League 2019-2020 . La prima parte della stagione 2019-20 vede i biancocelesti compiere un ottimo cammino in campionato, arrivando, grazie a una serie di ben 11 vittorie consecutive, a ridosso delle prime posizioni in classifica; la squadra, tuttavia, si fermò nella fase a gironi in Europa, ai danni di Cluj e Celtic, oltre a ottenere la vittoria della Supercoppa italiana ancora ai danni dei campioni d'Italia della Juventus, battuti per 3-1 allo Stadio dell'Università Re Sa'ud di Riad. La seconda parte di stagione, segnata drammaticamente dalla pandemia di COVID-19, vedrà la Lazio perdere quota in campionato, sancendo comunque il ritorno delle Aquile in Champions League grazie al quarto posto finale.

## Gli anni 2020

### 2020-2025

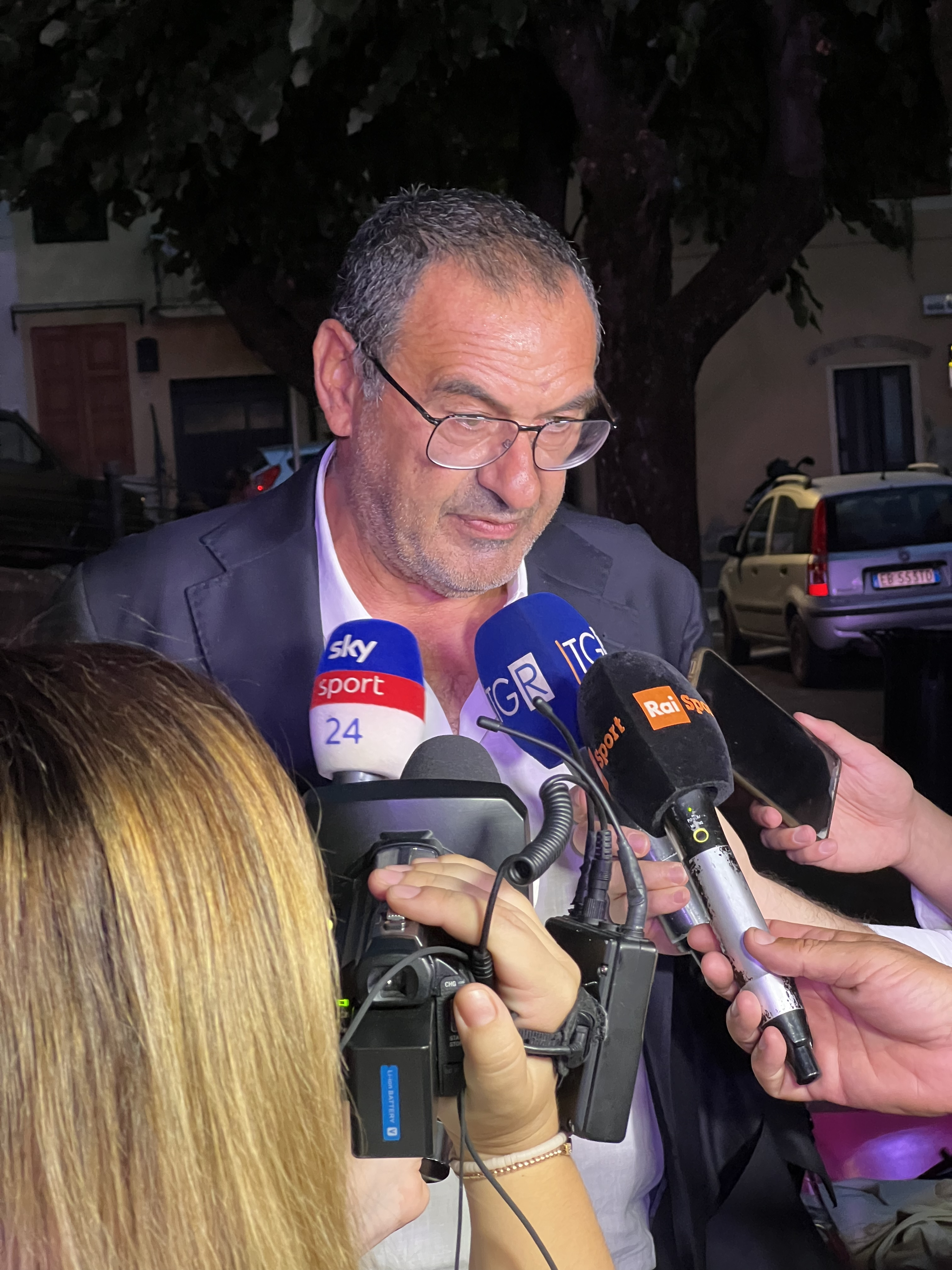
Maurizio Sarri, tecnico del ritorno laziale in Champions League al termine della stagione 2022-2023.

Nell'annata 2020-2021 i biancocelesti otterranno un sesto posto in campionato, unito a un buon cammino in UEFA Champions League, passando la fase a gironi da imbattuti contro Borussia Dortmund, Zenit San Pietroburgo e Club Bruges, e inchinandosi solo agli ottavi di finale contro i campioni in carica del Bayern Monaco.
L'estate seguente vide Inzaghi approdare alla corte dell'Inter, e al suo posto fu scelto Maurizio Sarri. Sotto la guida del nuovo tecnico la Lazio fece un discreto campionato, piazzandosi quinta, mentre in UEFA Europa League si fermò al turno di play-off contro il Porto. L'annata 2022-2023 vide i biancocelesti compiere un ottimo cammino in campionato vincendo molti scontri diretti, tra cui entrambi i derby, e piazzandosi al secondo posto dietro solo ai campioni del Napoli, con annessa qualificazione in UEFA Champions League; di converso ci fu un cammino deludente nelle coppe europee, uscendo prima ai gironi di UEFA Europa League e poi, dopo ripescaggio, agli ottavi di UEFA Europa Conference League.
La stagione 2023-2024 fu invece un deludente dal punto di vista del campionato, con un mediocre settimo posto che però valse la qualificazione in Europa League complice la vittoria dell'Atalanta nella seconda competizione europea; concluse intanto come semifinalista in Coppa Italia e nella Supercoppa (3-0 contro l'Inter, poi vincitrice del trofeo), e agli ottavi di finale di Champions. La stagione vide poi un duplice avvicendamento alla panchina: a fine 28ª giornata, Sarri rassegnò le proprie dimissioni e gli subentrò Giovanni Martusciello, che durò solo una giornata e fu sostituito da Igor Tudor che guidò la squadra fino alla fine.
Nella stagione 2024-2025, la squadra viene guidata da Marco Baroni. Dopo un inizio complicato, la Lazio inizia un filotto di vittorie consecutive che li proietta in lotta per la zona Champions: tuttavia, la rosa corta e gli infortuni fanno calare il rendimento della squadra, tanto da vincere solo 2 gare casalinghe nel girone di ritorno e terminando al settimo posto in classifica dopo una sconfitta all’Olimpico contro il Lecce e il sorpasso della Fiorentina all’ultima giornata, rimanendo fuori dalle coppe europee. In Europa League la Lazio termina il girone da primo, confermando l’ottimo trend dell’inizio, per poi calare nella fase a eliminazione diretta, eliminando a fatica il Viktoria Plzen agli ottavi e venendo poi estromessi dal Bodø/Glimt ai quarti.

### Voci generiche e liste
- Storia del calcio italiano
- Evoluzione del calcio italiano

### Voci affini
- Società Sportiva Lazio#Cronologia
- Palmarès della Società Sportiva Lazio
- Società Sportiva Lazio#La Lazio e la Nazionale italiana
- Società Sportiva Lazio#La Lazio nella cultura di massa